# WrestleMania 33
Die WWE WrestleMania 33 war die 33. der jährlichen WrestleMania-Großveranstaltungen, die als Pay-per-View und im WWE Network von der World Wrestling Entertainment ausgestrahlt wurde. Sie wurde am 2. April 2017 im Camping World Stadium in Orlando, Florida ausgetragen. An der Veranstaltung waren die Roster WWE Raw, WWE SmackDown Live und WWE 205 Live beteiligt.
An diesem Abend wurden 13 Matches ausgetragen, inklusive der drei in der Pre-Show. Zum ersten Mal seit WrestleMania 29 im Jahre 2013 fanden zwei World Championships statt, die WWE Universal Championship von RAW und die WWE Championship von SmackDown. Ebenso wurden Matches um die WWE SmackDown Women’s Championship und die WWE Cruiserweight Championship angesetzt. Das Hauptmatch war ein No-Holds-Barred-Match zwischen dem Undertaker und Roman Reigns, bei dem der Undertaker das zweite Mal bei WrestleMania eine Niederlage einstecken musste. Außerdem wurde Brock Lesnar mit dem Sieg über Bill Goldberg neuer Universal Champion, womit er der erste ist, der sowohl die WWE Championship als auch die Universal Championship gehalten hat. Randy Orton gewann seine neunte WWE Championship mit dem Sieg über Bray Wyatt. Die Veranstaltung wurde mit der Rückkehr der Hardy Boyz als Überraschung gespickt, die die WWE Raw Tag Team Championship gewinnen konnten. Es war die erste WrestleMania, die bis nach Mitternacht ging.

## Hintergrund

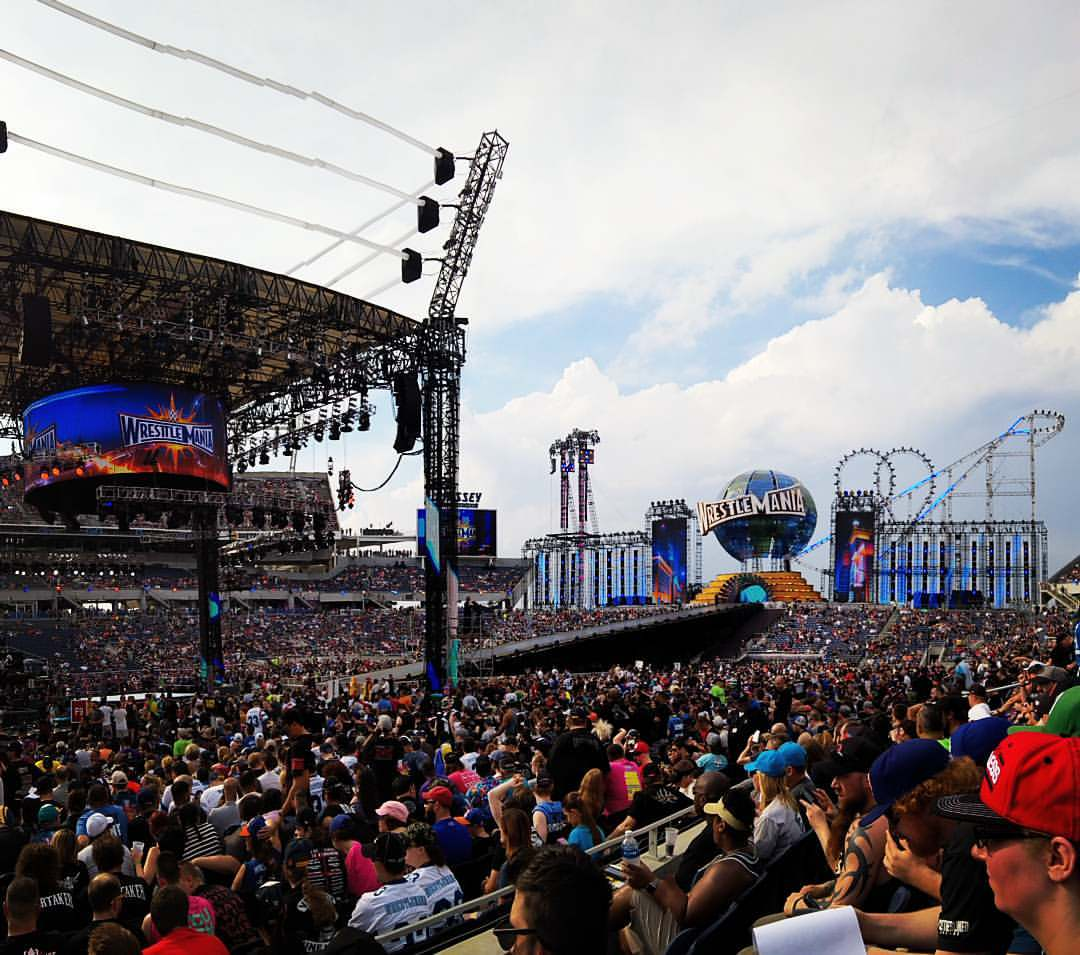
Die WrestleMania 33 fand im Camping World Stadium, Orlando, Florida, statt.

Die WrestleMania wird als größte Veranstaltung des World Wrestling Entertainment angesehen und gilt als Super Bowl des Sports Entertainment. Als 33. wurde die WrestleMania nach WrestleMania XXIV (2008) und WrestleMania XXVIII (2012) das dritte Mal in Florida ausgetragen. Für die Veranstaltung konnte man ab 18. November 2016 Tickets erstehen, die zwischen 38 und 2.130 US-Dollar kosteten. Ab 31. Oktober 2016 wurden auch Reisepakete inkl. Unterbringung von 950 bis 5.900 US-Dollar verkauft. Vor der Hauptveranstaltung fand eine zweistündige Pre-Show statt, deren zweite Stunde live über das USA Network im WWE Network und in den größten sozialen Netzwerken, wie Facebook und YouTube, übertragen wurde. Am 20. Februar 2017 wurde angekündigt, dass The New Day (Big E, Kofi Kingston und Xavier Woods) von Raw die Gastgeber der WrestleMania 33 stellen sollen.
Die Veranstaltung wurde von vier offiziellen Titelsongs begleitet:
- Greenlight von Pitbull feat. Flo Rida und LunchMoney Lewis
- Like A Champion von Danger Twins
- Flame von Tinashe
- Am I Savage? von Metallica

Zum Start der WrestleMania 33 trat Tinashe mit America the Beautiful auf. Während der Großveranstaltung sang Pitbull mit Stephen Marley Options und später Greenlight.
Bereits zu Beginn der WrestleMania 32 im Jahre 2016 wurde in den Medien und durch WWE ein Match zwischen Big Show und NBA-Star Shaquille O’Neal angekündigt. O’Neal war ein Überraschungsgastteilnehmer an der André the Giant Memorial Battle Royal, wobei Big Show und er in eine Konfrontation miteinander gerieten. Die anderen Teilnehmer eliminierten jedoch die beiden. Bei den ESPY Awards 2016 hatten Big Show und O’Neal eine weitere kurze Auseinandersetzung. O’Neal wurde von Big Show zu einem Match bei WrestleMania 33 herausgefordert, das er annahm. Im Januar 2017 zeigten beide in den sozialen Medien, wie sie sich für das Match vorbereiten. Big Show begann dann, an dem Matchantritt O’Neals zu zweifeln. Ende Februar gab O’Neal bekannt, dass es nicht so aussähe, als würde das Match stattfinden, aber falls doch, trainiere er weiter. In der folgenden Woche gab O’Neal bekannt, dass die Verhandlungen mit WWE wieder aufgenommen wurden. Big Shows Zusage zur Teilnahme an der André the Giant Memorial Battle Royal ließ vermuten, dass das Match nun doch nicht stattfinden würde. Dave Meltzer vom Wrestling Observer Newsletter zufolge soll für O’Neal die Gage zu gering gewesen sein, weshalb das Match abgesagt würde. Big Show jedoch wollte dies Match unbedingt, insbesondere weil es wahrscheinlich seine letzte WrestleMania werden würde, und beleidigte O’Neal damit, dass er sich aus Gewichtsgründen aus dem Match zurückgezogen hätte. Letzten Endes fand das Match nicht statt.
Laut einer Äußerung Dave Meltzers vom Januar 2017 wurde von Vince McMahon „ein Match zwischen The Undertaker und John Cena als Ersatz angedacht, damit die Großveranstaltung noch lange danach im Gespräch bleibt und nicht so schnell in Vergessenheit gerät“, jedoch kam es zu einer Herausforderung des Undertakers durch Roman Reigns.

## Storyline
Im Vorfeld dieser Veranstaltung wurden 13 Matches angesetzt, darunter acht Titelmatches, eine 33-Mann-Battle Royal und drei Matches für die Pre-Show WrestleMania Kickoff. Diese resultierten aus den Storylines, die in den Wochen vor und nach dem Royal Rumble 30 bei Raw, SmackDown Live und 205 Live, den wöchentlichen Shows der WWE, gezeigt wurden. Als Hauptkampf wurde ein No-Holds-Barred-Match zwischen Roman Reigns und The Undertaker angesetzt. Traditionell verdient sich der Gewinner der Royal Rumble ein Titelmatch gegen den WWE-Champion. Da sich die Struktur der Roster gegenüber der letzten WrestleMania geändert hat, gibt es für jeden Haupt-Roster einen WWE-Champion. Demnach trat der Sieger der Royal Rumble, Randy Orton, gegen den Champion des Rosters SmackDown, Bray Wyatt, an.

### Austin Aries gegen Neville

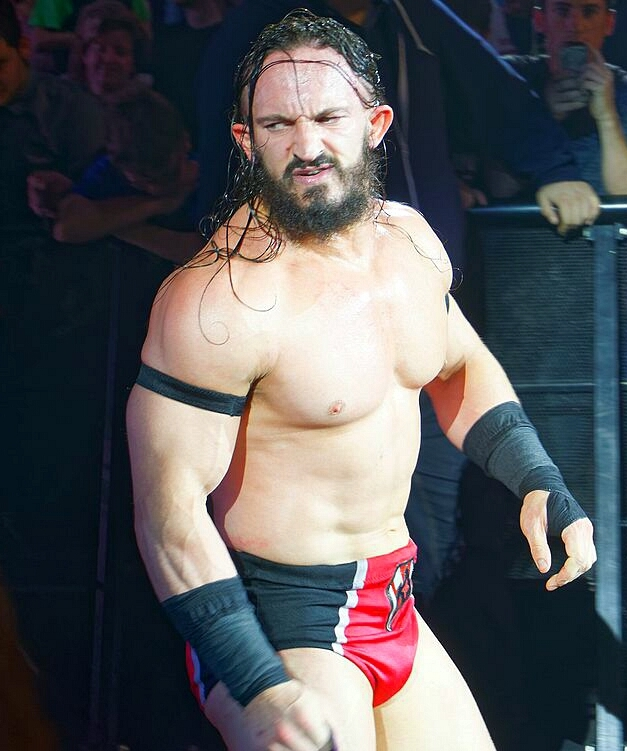
Cruiserweight-Champion Neville, 2017

Am 5. März 2017 konnte Neville bei WWE Fastlane die WWE Cruiserweight Championship gegen Jack Gallagher verteidigen, hatte aber von der Royal Rumble 30 noch ein Rückmatch gegen Rich Swann offen, das er in der folgenden Raw-Ausgabe ebenfalls gewann. Nach dem Match sagte er, dass niemand aus der Cruiserweight Division es bisher mit ihm aufnehmen konnte. Austin Aries, der eine Zeit lang wegen einer Verletzung ausfiel, war anderer Meinung, griff Neville an und forderte ihn um die Championship heraus. In der Raw-Ausgabe des 13. März wurde ein Fatal-Five-Way-Elimination-Match zwischen Aries, The Brian Kendrick, Tony Nese, TJP und Akira Tozawa, dessen Gewinner Nummer-1-Herausforderer für WrestleMania 33 werden sollte, für die folgende 205 Live-Show angesetzt. Aries gewann das Match, worauf das Championship-Titelmatch gegen Neville für die WrestleMania-Kickoff-Show feststand. Zwischen den beiden kam es in den nächsten Wochen zu weiteren Gefechten. In der letzten 205 Live-Ausgabe attackierte Neville Austin Aries und zog sich wieder zurück, bevor Aries zurückschlagen konnte.

### André the Giant Memorial Battle Royal
In der SmackDown-Folge des 7. März 2017 wurde Mojo Rawley als erster Teilnehmer an der 4. André the Giant Memorial Battle Royal bekanntgegeben. Bei Talking Smack gab Apollo Crews seine Teilnahme bekannt. In der Raw-Ausgabe des 13. März wurde die Planung eines Matches zwischen Big Show und dem Basketballspieler Shaquille O’Neal verworfen, nachdem Big Show als Teilnehmer an der Battle Royal verkündet wurde. Curt Hawkins bestätigte seine Teilnahme in der Folgewoche bei SmackDown. In der Raw-Ausgabe des 27. März wurde die Teilnahme von Curtis Axel, Bo Dallas, Jinder Mahal, Braun Strowman, The Shining Stars (Epico und Primo) und The Golden Truth (Goldust und R-Truth) bekanntgegeben. Später am Abend konnte sich Sami Zayn in einem No-Disqualification-Match gegen Kevin Owens für die Teilnahme an der Battle Royal qualifizieren, die für die WrestleMania-Kickoff-Show angesetzt wurde. Am folgenden Abend bei SmackDown wurde die Teilnahme von American Alpha (Chad Gable und Jason Jordan), Breezango (Tyler Breeze und Fandango), Rhyno, Heath Slater, Dolph Ziggler und den SmackDown-Tag-Team-Champions The Usos (Jey und Jimmy Uso) verkündet. Am 30. März wurden Mark Henry und Tian Bing, der erste chinesische Wrestler der WWE, der zu dieser Zeit bei NXT engagiert war, für das Match bestätigt. Killian Dain, ebenfalls bei NXT, wurde als letzter Teilnehmer am 1. April bekanntgegeben.

### Dean Ambrose gegen Baron Corbin
Während des WWE-Championship-Elimination-Chamber-Matches bei WWE Elimination Chamber, als sich Baron Corbin und The Miz gegenüberstanden, eliminierte der Intercontinental Champion Dean Ambrose Corbin mit einem Rollup Pinfall. Ein wütender Corbin attackierte Ambrose daraufhin mit einem End of Days, so dass The Miz ihn nur noch pinnen brauchte und ihn damit seinerseits eliminierte. In der folgenden SmackDown-Ausgabe forderte Ambrose eine Revanche gegen Corbin und wurde bei seinem Ringauftritt zum Match gegen James Ellsworth von Corbin angegriffen. Beim Royal Rumble in der Battle Royal um den Nummer-1-Herausforderer des WWE-Champions Bray Wyatt schmiss Ambrose Corbin aus dem Ring. Erneut attackierte Corbin Ambrose nach seiner Eliminierung mit einem End of Days, woraufhin Ambrose ebenfalls von Brock Lesnar eliminiert wurde. In den nächsten Wochen hatte Ambrose immer wieder um ein Match gegen Corbin ersucht, bis dieser ihn backstage angriff und ihn unmissverständlich um die Intercontinental Championship herausforderte. In der SmackDown-Folge des 14. März forderte Corbin Ambrose formal um seinen Titel bei WrestleMania 33 heraus. In der darauffolgenden Woche lenkte Ambrose Corbin in dessen Match gegen Randy Orton ab, so dass Corbin das Match verlor. Danach nahm Dean Ambrose seine Herausforderung an und setzte Baron Corbin mit einem Dirty Deeds zu. Das Match wurde für die WrestleMania-Kickoff-Show angesetzt.

### Shane McMahon gegen AJ Styles

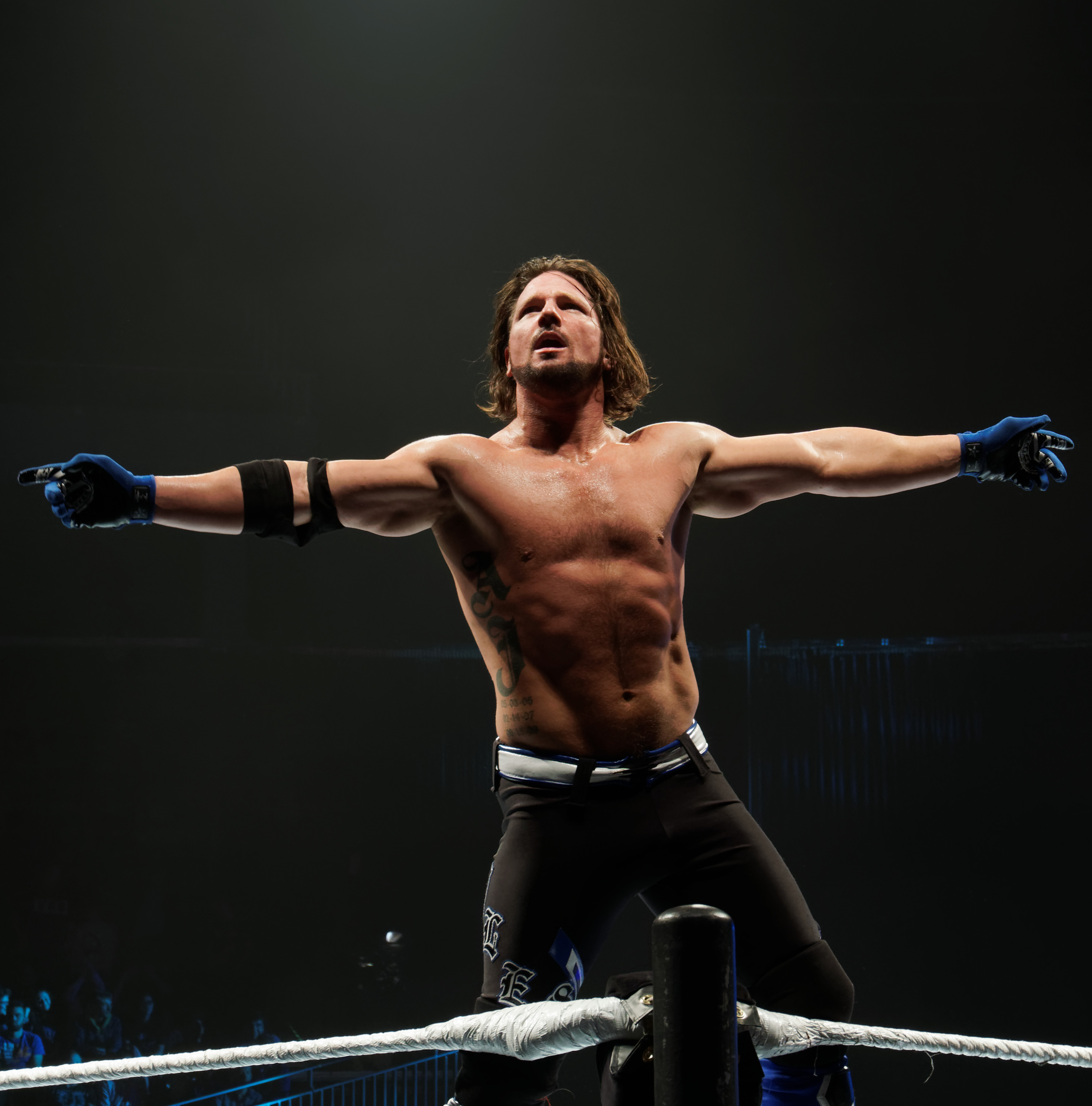
AJ Styles, 2016

Beim Royal Rumble verlor AJ Styles seinen WWE-Championship-Titel gegen John Cena. Styles wurde daraufhin als Teilnehmer am WWE-Championship-Elimination-Chamber-Match bei WWE Elimination Chamber bestätigt, und SmackDown-Commissioner Shane McMahon versprach ihm ein Rückmatch, wenn er den Titel bei Elimination Chamber nicht zurückgewinne. Bei Elimination Chamber eliminierte Bray Wyatt sowohl Cena als auch Styles und gewann somit die WWE Championship. Cena berief sich sofort auf seine Rückmatch-Klausel, aber Styles intervenierte mit dem Versprechen McMahons, als Nummer-1-Herausforderer ein Rückmatch zu bekommen. SmackDown-General Manager Daniel Bryan setzte daraufhin ein Triple-Threat-Match zwischen den dreien um die WWE-Championship an, die Wyatt erfolgreich verteidigen konnte. Als Randy Orton als Gewinner der Battle Royal beim Royal Rumble auf die WWE-Championship gegen Wyatt bei WrestleMania 33 verzichtet hatte, setzte Bryan eine 10-Mann-Battle Royal um den Nummer-1-Herausforderer an, die in einem Unentschieden zwischen Styles und Luke Harper endete. Die beiden wurden für die folgende Woche in einem Einzelmatch um den Nummer-1-Herausforderer gegenübergestellt. Styles pinnte Harper, aber der Referee übersah Harpers Bein auf dem Seil. Daraufhin kam McMahon an den Ring und ließ das Match neu starten, was Styles sehr verärgerte, auch wenn er es letztendlich doch gewonnen hatte. Am Ende der Show verlangte Orton das Recht auf sein Titelmatch gegen Wyatt bei WrestleMania zurück. Aus diesem Grund setzten Bryan und McMahon ein erneutes Match um den Nummer-1-Herausforderer an, dieses Mal zwischen Styles und Orton, das Orton auch gewinnen konnte. Nach der Show zeigte sich Styles so verärgert, dass es backstage zu einem heißen Wortgefecht zwischen McMahon und ihm kam. In der folgenden Woche gab ein mit Wut geladener Styles zu verstehen, dass es ihm mit Bryan und McMahon über sei. Ihretwegen erhielt er jetzt kein Match bei WrestleMania, aber Orton, der Brandstiftung beging, schon. Später attackierte Styles McMahon backstage und stieß ihn durch ein Autofenster. Daraufhin feuerte Bryan Styles (kayfabe), aber am Ende der Show forderte ein verletzter McMahon Styles zu einem Match bei WrestleMania heraus, das Styles akzeptierte. In der Show der folgenden Woche zitierte McMahon AJ Styles heraus und beide verwickelten sich in eine Schlägerei, die mit Shane McMahons Leap of Faith durch den Kommentatorentisch endete. In der folgenden Woche unterzeichneten die beiden unter heftigen Wortgefecht offiziell den Vertrag.

### Chris Jericho gegen Kevin Owens
Mitte 2016 begannen Chris Jericho und Kevin Owens, sich gegeneinander zu unterstützen und als Tag Team aufzutreten. Jericho war es zu verdanken, dass Owens die vakante WWE Universal Championship gewinnen konnte, was schnell dazu führte, dass sie beste Freunde wurden. Jericho half Owens bei seiner Titelverteidigung gegen Seth Rollins bei Clash of Champions und Hell in a cell 2016. Die beiden wurden zu Captains des Teams Raw bei der WWE Survivor Series 2016 ernannt, verloren dort aber gegen Team SmackDown. In der folgenden Raw-Ausgabe kochte die Spannung zwischen den beiden hoch, und Jericho versuchte, die List of Jericho gegen Owens zu erheben. Dieser verteidigte sich mit den Worten, dass er stets versucht habe, Jericho vor dem Ausscheiden aus dem Match zu schützen. Beide waren dann der Meinung, dass Seth Rollins und Roman Reigns die Schuldigen an der Niederlage seien. Rollins trat dann Owens gegenüber und forderte ein Titelmatch um die Universal Championship, Jericho unterbrach die beiden aber erneut. In der folgenden Woche forderte Reigns Owens offiziell um die Universal Championship heraus und zweifelte dabei einen Sieg Owens’ ohne Jerichos Unterstützung an. Owens gab zu verstehen, dass er Jerichos Hilfe nicht benötige, und das Match wurde für Roadblock: End of the Line 2016 angesetzt. Bei diesem Match griff Jericho Owens an, so dass Reigns disqualifiziert wurde und Owens den Titel behalten konnte. In den folgenden Wochen forderten Owens und Jericho Reigns um die United States Championship heraus, die Jericho gewinnen konnte. Das Rückmatch verlor Reigns durch Eingriff von Owens. Beim Royal Rumble trat Reigns erneut um die Universal Championship gegen Owens an, während Jericho in einem Shark Cage über den Ring gehängt wurde. Dieses Mal griff Braun Strowman in das Match ein, und Owens behielt erneut den Titel. Jericho deutete an, Owens um ein Title-for-Title-Match bei WrestleMania 33 herauszufordern, nahm aber im Namen Owens’ die Herausforderung von Bill Goldberg um seine Universal Championship bei Fastlane an, auf die Owens offensichtlich bestürzt reagierte. Dann feierte Jericho ein Festival of Friendship für Owens, das dieser aber mit einem brutalen Angriff gegen Jericho beendete. Als Vergeltung kostete Jericho Owens’ Sieg und somit auch die Universal Championship bei Fastlane. Am folgenden Abend bei Raw erklärte Jericho, dass er deshalb in das Match eingegriffen hatte, weil Owens ihn betrogen habe, und befragte ihn zu seinen Gründen. Owens entgegnete darauf, dass Jericho und er niemals Freunde waren und er Jericho nur benutzt habe, nachdem dieser Goldbergs Herausforderung in seinem Namen angenommen hatte. Jericho forderte daraufhin Owens um ein Match bei WrestleMania heraus, die Owens unter der Auflage, dass das Match um die United States Championship ausgetragen werde, akzeptierte. Owens gab zu verstehen, dass er weiterhin das Rückmatch um die Universal Championship im Auge behalte, zuerst aber den Titel des United States Champions zurück wolle. In der Raw-Ausgabe vom 20. März 2017, bei Highlight Reel, präsentierte Jericho den „wahren“ Owens, worauf dieser ihn von hinten angriff und die List of Jericho zerstörte. In der folgenden Woche traf Owens in einem No-Holds-Barred-Match auf Sami Zayn. Wenn Zayn dies verlieren würde, wäre er von der WWE gefeuert worden. In dieses Match griff Samoa Joe ein, der noch eine offene Rechnung mit Zayn hatte und Owens zum Sieg verhelfen wollte. Aber Chris Jericho tauchte auf und stoppte Samoa Joe, was zum Sieg Zayns führte. Daraufhin zückte Jericho eine neue Liste und trug Kevin Owens’ Namen ein.

### Sasha Banks, Bailey, Charlotte Flair und Nia Jax gegeneinander

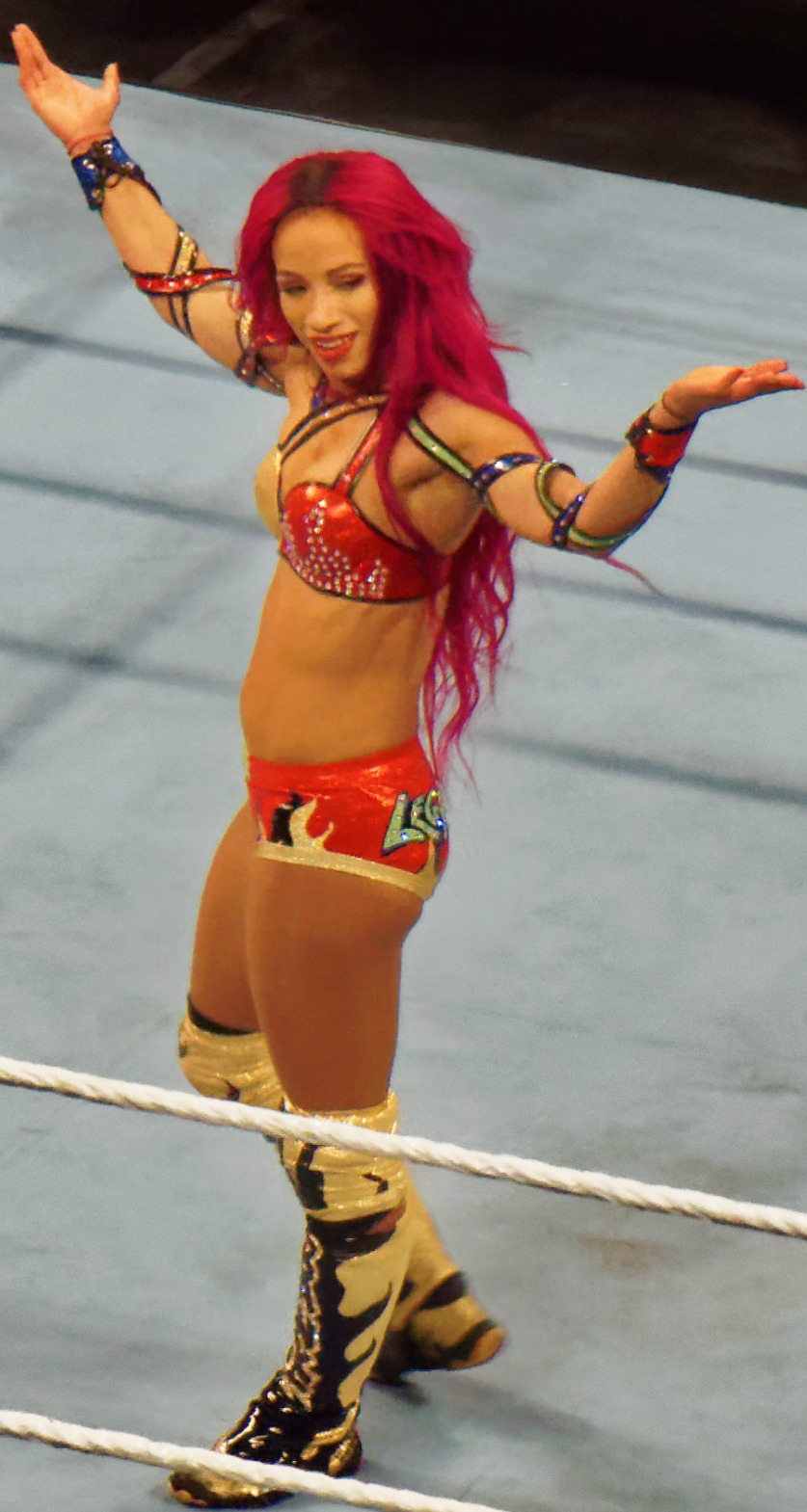
Sasha Banks, 2016

Bei Roadblock: End of the Line 2016 gewann Charlotte Flair ihre vierte WWE Raw Women’s Championship gegen Sasha Banks, womit ihre lange Fehde aufgrund der vertraglichen Klausel endete, die besagte, dass, so lange eine die Championesse ist, die andere sie nicht um den Titel herausfordern kann. Charlotte begann mit einer Fehde gegen Bayley, die zu einer Championship beim Royal Rumble 2017 führte, bei der Charlotte ihren Titel verteidigen konnte. Während dieser Zeit begann auch Sasha Banks eine Fehde mit Nia Jax, bei der Sasha in der Royal Rumble-Kickoff-Show unterlag. Am nächsten Abend bei Raw pinnte Bayley Charlotte in einem Sechs-Mann-Mixed-Tag-Team-Match, woraufhin sie ein Rückmatch um den Titel in der Raw-Folge am 13. Februar 2017 erhielt. Sie konnte Charlotte mit Hilfe von Sasha besiegen und wurde WWE Raw Women’s Championesse. In der folgenden Woche bat Raw-Commissioner Stephanie McMahon Bayley darum, ihren Titel wieder abzugeben, da er ihr wegen des Eingriffs Sashas nicht zustünde. Aber Bayley kam der Bitte nicht nach, woraufhin Charlotte sich auf ihr Rückmatch um den Titel bei Fastlane berief. Sasha, die gerade zuvor Nia Jax besiegte, mischte sich wiederum in das Match ein, woraufhin Charlottes Siegessträhne bei Pay-per-view-Matches endete. Am folgenden Abend bei Raw ersuchte Sasha Bayley, bei WrestleMania 33 einen Freundschafts-Titelkampf gegeneinander auszutragen. Charlotte kam heraus und forderte dagegen das ihr zustehende Rückmatch um den Titel gegen Bayley, weil Sasha in die Matches eingegriffen habe. Daraufhin setzte Raw-General Manager Mick Foley ein Match zwischen Charlotte und Sasha an, dessen Siegerin Nummer-1-Herausforderin gegen Bayley bei WrestleMania wird. McMahon jedoch entschied dagegen, dass Charlotte das Titelmatch bei WrestleMania bekommen wird – wenn Sasha das Match gegen Bayley jedoch gewinnt, wird es zu einem Triple-Threat-Titelmatch zwischen Bayley, Charlotte und Sasha kommen. Das Match gegen Bayley konnte Sasha für sich entscheiden. In der folgenden Woche besiegte Sasha Charlottes Partnerin Dana Brooke, die Sasha ausschalten sollte. Daraufhin feuerte Charlotte Brooke und beleidigte sie, was sie nicht auf sich sitzen ließ und Charlotte attackierte. Nia Jax sollte bei WrestleMania ebenfalls eine Chance auf den Titel bekommen, wenn sie Bayley besiegen könne. Jax wurde wegen Missachtung der Aufforderungen des Ringrichters disqualifiziert, aber in der Folgewoche siegte sie über Bayley in einem Rückmatch, was ihr eine Titelchance bei WrestleMania einbrachte. In der folgenden Woche vor der Raw-Ausgabe wurde das Titelmatch bei WrestleMania 33 als Fatal-Four-Way-Elimination-Match festgesetzt. In einem letzten Match vor WrestleMania besiegte das Team Bayley und Sasha Banks das Team Charlotte Flair und Nia Jax. Nach dem Match streckte Jax ihre drei Kontrahentinnen nieder.

### Enzo Amore und Big Cass, Luke Gallows und Karl Anderson, Cesaro und Sheamus und The Hardy Boyz gegeneinander
In der Kickoff-Show des Royal Rumble 2017 gewannen Luke Gallows und Karl Anderson die WWE Raw Tag Team Championship gegen Cesaro und Sheamus. Cesaro und Sheamus beriefen sich auf ihr zustehendes Rückmatch, wurden aber von Enzo Amore und Big Cass unterbrochen. In der Raw-Ausgabe vom 20. Februar siegten Enzo und Big Cass über Cesaro und Sheamus und erhielten damit ein Tag-Team-Championship-Match gegen Gallows und Anderson bei Fastlane, das sie verloren haben. Am folgenden Abend bei Raw griffen Cesaro und Sheamus in das Rückmatch ein, woraufhin der Titel wiederum bei Gallows und Anderson blieb. Später am Abend setzte Raw-General Manager Mick Foley für die nächste Ausgabe ein Match zwischen Team Cesaro und Sheamus und Team Enzo und Big Cass fest, mit der Klausel, dass die Gewinner bei WrestleMania 33 die Tag-Team-Championship gegen Gallows und Anderson antreten werden. Da Gallows und Anderson jedoch gegen beide Teams in das Match eingegriffen hatten, wurde eine Doppeldisqualifikation ausgesprochen. Aufgrund dessen setzte Mick Foley ein Triple-Threat-Tag-Team-Titelmatch bei WrestleMania an. In der folgenden Woche wurde Foley von Raw-Commissioner Stephanie McMahon gefeuert. Entgegen seiner Entscheidung setzte sie ein Handicap-Match zwischen Gallows, Anderson, Enzo und Big Cass gegen Cesaro und Sheamus an, mit der Bedingung, dass, wenn Cesaro und Sheamus verlieren würden, sie bei WrestleMania nicht dabei sein würden. Cesaro und Sheamus gewannen jedoch das Match und blieben Teilnehmer am Triple-Threat-Tag-Team-Titelmatch bei WrestleMania. Gallows und Anderson attackierten in der nächsten Woche Cesaro und Sheamus backstage mit einer Leiter. Sie versuchten auch, Enzo und Big Cass im Ring zu attackieren, wurden aber wiederum von Cesaro und Sheamus mit einer Leiter attackiert. Zwischen den drei Teams kam es zu einer wilden Schlägerei, die Gallows und Anderson für sich entscheiden konnten. Daraufhin wurde das Match bei WrestleMania in ein Triple-Threat-Tag-Team-Leitermatch um die Raw Tag Team Championship verwandelt. Bis kurz vor WrestleMania wurde noch auf eine Rückkehr der Hardy Boyz von Ring of Honor spekuliert, worauf aus dem Match noch ein Fatal-4-Way-Tag-Team-Leitermatch wurde.

### Nikki Bella und John Cena gegen Maryse und The Miz

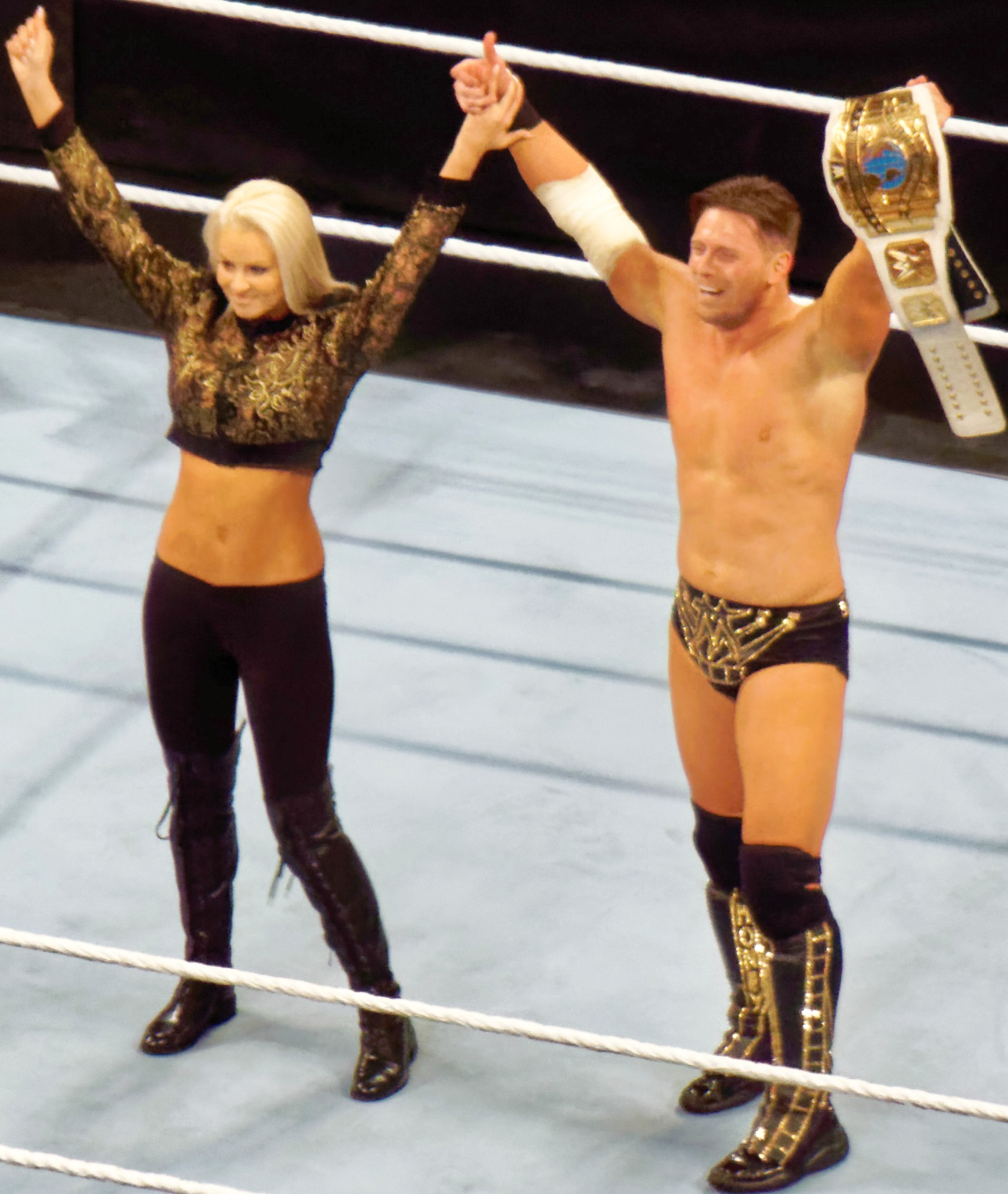
Maryse und der Intercontinental Champion The Miz, 2016

Bei Elimination Chamber 2017 führte backstage eine Konfrontation zwischen Nikki Bella und Natalya dazu, dass Natalya Nikki gegen Maryse schubste. Später am Abend versuchte The Miz John Cena aus dem WWE-Championship-Elimination-Chamber-Match zu eliminieren, nachdem er seinerseits von Cena eliminiert wurde. In der SmackDown-Ausgabe vom 21. Februar führte das Falls-Count-Anywhere-Match zwischen Nikki und Natalya in den Backstage-Bereich, wo Natalya Nikki wiederum gegen Maryse schubste, die sich mit einem Rohr gegen Nikki wehrte, was folglich ihr den Sieg kostete. Im Hauptmatch des Abends trafen The Miz und Cena während der Battle Royal um den Nummer-1-Herausforderer zur WWE Championship aufeinander und Cena eliminierte erneut The Miz. Dieser kehrte aber in den Ring zurück und konnte seinerseits zum Rauswurf Cenas verhelfen. Cena war zu Gast bei Miz TV geladen, wo The Miz Cena als Heuchler beschimpfte, dass er hauptsächlich dasselbe tue, was er seinerseits an The Rock kritisierte: die WWE hinter sich zu lassen und nach Hollywood zu gehen. The Miz gab zu verstehen, dass er genauso hart trainiere wie Cena, aber keine ähnlichen Chancen bekäme wie er. Er half bei der Eliminierung Cenas, damit dieser keine Chance bekäme, nach WrestleMania 33 zu fahren. Er wollte wissen, wie sich Cena fühlte, als er The Miz bei Extreme Rules 2011 besiegte und den Titel der WWE Championship zurückgewann. The Miz sagte auch, dass Cena jedes Match bekäme, das er wolle, aber Cena erwiderte, dass, wenn dem so wäre, er The Undertaker gegenüberstünde. Cena kritisierte seinerseits The Miz, dass er anderer Leute Gimmicks und Ringaktionen kopiere, woraufhin Maryse im Namen ihres Ehemanns ohrfeigte. Als Nikki in den Ring dazu kam, zogen sich Maryse und The Miz zurück. In der folgenden Woche attackierten Maryse und The Miz die beiden während ihres Matches gegen James Ellsworth und Carmella. The Miz hatte die Nase voll von Cenas Lügen und gab auch zu verstehen, dass seine Beziehung mit Nikki ebenfalls eine Lüge sei. Danach, bei Talking Smack, sagten Maryse und The Miz, dass Nikki auf Maryse’ Beziehung mit Cena eifersüchtig sei, weil Cena sie nicht heiraten würde. Die Woche darauf fuhren Maryse und The Miz mit den Beleidigungen Nikkis und Cenas fort, bis sie rauskamen und die beiden aus dem Ring jagten. SmackDown-General Manager Daniel Bryan kam heraus, sagte, dass er, seitdem er nicht mehr gegen The Miz antreten könne, er mehrere Monate lang von ihm beleidigt wurde und setzte ein Match zwischen Team Maryse und The Miz und Team Nikki und Cena bei WrestleMania 33 fest. Maryse trat letztmals 2011 in einem Match an. Sie und The Miz machten sich über Nikki und Cenas Reality-Show Total Bellas lustig und stellten den beiden nach. Am 27. März war Cena als Gastmoderator bei Today des Fernsehsenders NBC eingeladen. Er gab dort Wettermoderator Al Roker als Gastringsprecher für sein Match bei WrestleMania bekannt. In der letzten Folge von SmackDown vor WrestleMania 33 machten Maryse und The Miz mit ihren Belustigungen über die Total Bellas weiter. Dabei ließen sie verlauten, dass Cena nie Kinder von Nikki wolle. Cena lenkte ein, wie viele Kinder denn Maryse und The Miz hätten. Er gab zu verstehen, dass er, genau wie andere Superstars der WWE und auch wie The Miz, nach dem Dreh des Filmes wieder in den Ring zurückkehren würde. Wegen ihres Gehaltsbezugs nannte Cena Maryse eine Geldverschwendung, da sie nichts weiter bei WWE machte, als The Miz zu begleiten. John Cena betonte, dass Nikki Bella und er Maryse und The Miz bei WrestleMania fertig machen würden.

### Seth Rollins gegen Triple H
Im Jahre 2014 kam es zu einer Fehde zwischen The Shield (Seth Rollins, Dean Ambrose und Roman Reigns) und der Evolution (Triple H, Batista und Randy Orton). Nach zahlreichen Niederlagen gegen The Shield verließ der wütende Batista die WWE, woraufhin die Evolution zerbrach. Dann stellte Triple H seinen Plan B vor: Rollins tritt seiner Authority bei, attackiert seine Brüder des Shield und wird damit auch zum Heel. Rollins galt über ein Jahr lang als Kopf der Authority und gewann bei WrestleMania 31 die WWE World Heavyweight Championship, musste den Titel aber aufgrund einer Verletzung im November 2015 abgeben. Mitte des Jahres 2016 kehrte er nach Raw zurück und stellte sich bei Summerslam 2016 erfolglos Finn Bálor um die WWE Universal Championship gegenüber. Als Bálor den Titel wegen einer Verletzung abgeben musste, qualifizierte sich Rollins für ein Fatal-Four-Way-Elimination-Match um den vakanten Titel. Während dieses Matches half Triple H, der seit WrestleMania 32 nicht mehr gesehen wurde, Rollins bei der Eliminierung von Reigns, attackierte daraufhin aber Rollins mit einem Pedigree. Kevin Owens profitierte davon und gewann die Universal Championship. In der Raw-Ausgabe vom 23. Januar 2017 trat Rollins in einem Match Sami Zayn gegenüber. Im Höhepunkt des Matches erklang Triple H’s Musik, was Rollins ablenkte und Sami Zayn als Sieger die Qualifikation für die Royal Rumble einbrachte. Bei NXT TakeOver: San Antonio, einen Tag vor Royal Rumble, forderte Rollins Triple H um ein Match heraus. Triple H kam heraus und ließ Rollins von der Security aus dem Ring entfernen. Am 30. Januar bei Raw forderte er Rollins auf, in den Ring zu kommen. Auf dem Weg dorthin wurde er von Samoa Joe aus NXT angegriffen, der damit sein Debüt im Main Roster feierte. Samoa Joe verletzte Rollins dabei erneut am Knie, was ihm vorher schon zu einer sechsmonatigen Pause zwang. Rollins sollte weiterhin für acht Wochen ausfallen. In der Raw-Ausgabe vom 27. Februar verlor Rollins ein paar Worte zu seinem Gesundheitszustand und gab bekannt, dass es unwahrscheinlich sein würde, bei WrestleMania 33 dabei zu sein. Daraufhin kam Triple H mit Samoa Joe heraus und warnte Rollins davor, bei WrestleMania zu erscheinen. Daraufhin aber gab Rollins zu verstehen, dass er sicher dabei sein würde. In der folgenden Woche wurden Videos über Rollins’ Rehabilitation gezeigt, und Triple H sagte dazu, dass Rollins entgegen ärztlicher Einwände versuchen würde, bei WrestleMania anzutreten. In der folgenden Woche kam es zu einer Auseinandersetzung zwischen Triple H und Raw-General Manager Mick Foley, in die Rollins dazwischenging und Triple H angriff. Triple H gewann aber die Überhand und attackierte Rollins’ verletztes Knie. Aufgrund dieser Auseinandersetzung wurde Foley am 20. März als General Manager von Raw gefeuert. Rollins’ Physiotherapeut Kevin Wilk sagte, dass er nicht bei WrestleMania antreten sollte. Triple H forderte Rollins zu einem Match ohne Regeln auf, mit der vertraglichen Klausel, dass, sollte er wieder dabei verletzt werden, er die WWE nicht verklagen dürfe. In der folgenden Woche unterschrieb Rollins offiziell den Vertrag, und es kam zu einer Schlägerei zwischen den beiden.

### Randy Orton gegen Bray Wyatt

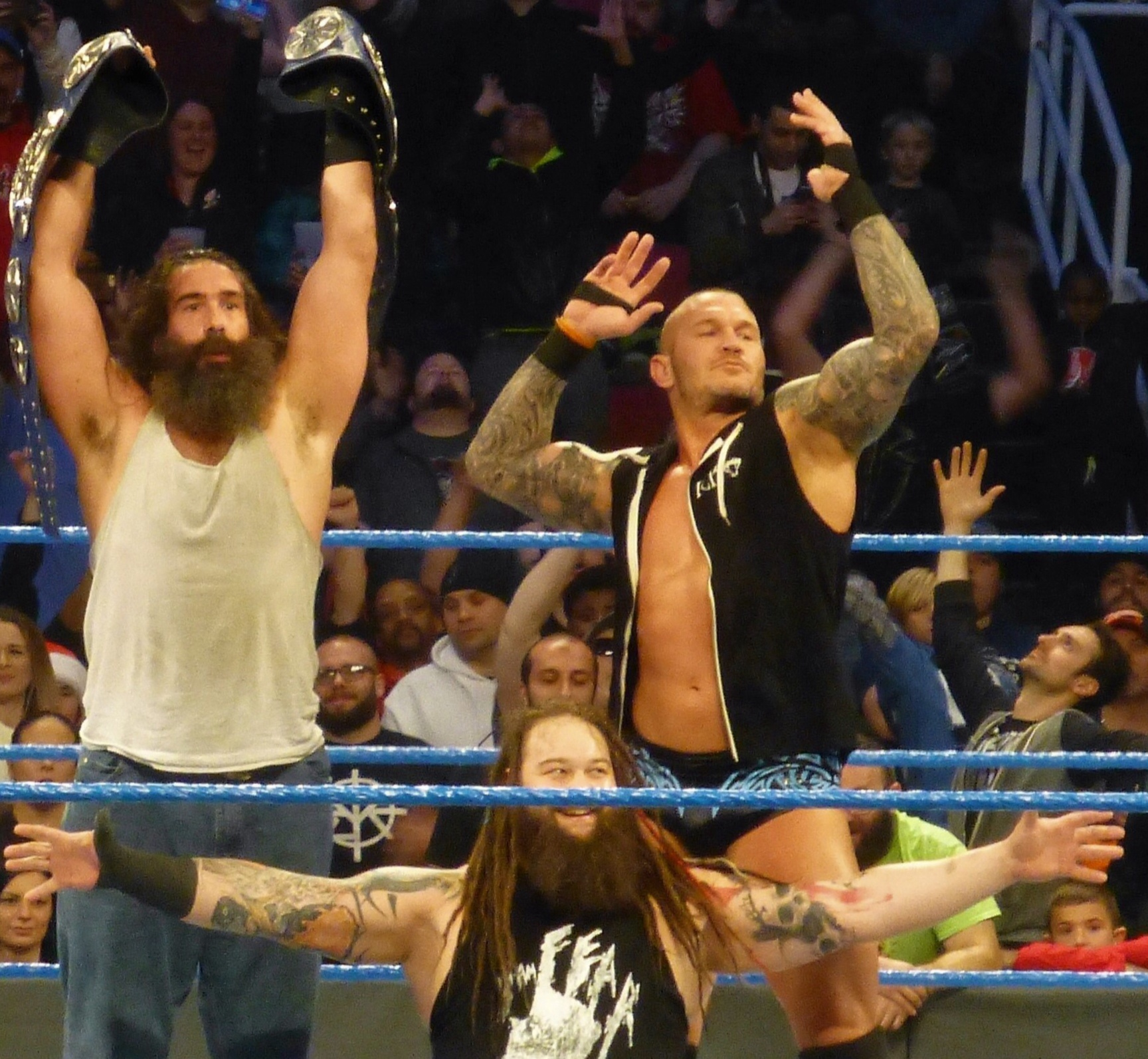
Randy Orton (rechts), Bray Wyatt (vorn) und Luke Harper (links)

Da Randy Orton die Royal Rumble 2017 und damit die zweite seiner Karriere gewonnen hatte, wurde er Herausforderer auf die WWE Championship seines Rosters SmackDown. Nachdem Orton mehrere Matches gegen die Wyatts nicht gewinnen konnte, wurde er im Oktober 2016 in die Wyatt Family aufgenommen. Bei Elimination Chamber am 12. Februar gewann Bray Wyatt das Elimination-Chamber-Match und wurde damit neuer WWE Champion. Er verteidigte den Titel in der folgenden SmackDown-Ausgabe erfolgreich gegen John Cena und AJ Styles. Danach trat Orton vom Match gegen Wyatt bei WrestleMania aufgrund seiner Ergebenheit Wyatt gegenüber zurück. Daraufhin setzte SmackDown-General Manager Daniel Bryan eine 10-Mann-Battle royal an, deren Sieger Wyatt bei WrestleMania Nummer-1-Herausforderer werden sollte. Die Battle royal endete in einem Unentschieden, als Styles und Luke Harper gleichzeitig über das oberste Seil fielen. In der folgenden Woche besiegte Styles Harper und bekam somit das Titelmatch, aber am Ende der Ausgabe zeigte Orton auf dem TitanTron, wo auf dem Wyatt-Familiengrundstück die Matriarchin Sister Abigail begraben liegt. Orton gab dann zu verstehen, dass er nur der Wyatt Family beigetreten sei, um sie von innen heraus zu zerstören und setzte das Grundstück in Brand. Daraufhin erlitt Wyatt einen Nervenzusammenbruch. Als Orton erneut beabsichtigte, Wyatt um die WWE Championship bei WrestleMania herauszufordern, entschieden Daniel Bryan und SmackDown-Commissioner Shane McMahon, den Nummer-1-Herausforderer in einem Match zwischen Orton und AJ Styles zu entscheiden. In der SmackDown-Ausgabe vom 7. März besiegte Orton Styles. In der folgenden Woche, am 14. März, wurde Orton von Wyatt unterbrochen. Er habe jetzt die Macht von Sister Abigail, die er aus der Asche errettete. Am 21. März warnte Harper Orton vor Wyatts neuer Macht, aber sagte auch, dass er ihn in der nächsten Ausgabe ausschalten würde. Später wurde Orton von Helfern Wyatts backstage angegriffen, und er selbst vollzog ein Ritual an Orton. In der letzten SmackDown-Ausgabe vor WrestleMania 33 erschien Orton nach dem Sieg Wyatts über Harper auf dem TitanTron und behauptete, die Macht Sister Abigails zerstört zu haben.

### Bill Goldberg gegen Brock Lesnar
Bei WrestleMania XX im Jahre 2004 siegte Bill Goldberg über Brock Lesnar in ihrem ersten Match gegeneinander. Beide verließen darauf die WWE, Lesnar jedoch kehrte 2012 zurück. Nach zwölf Jahren, im Jahre 2016, kehrte auch Goldberg zurück und begann sofort eine Fehde mit Lesnar, die in einem Match zwischen den beiden bei der Survivor Series 2016 führte, das Goldberg in 1 Minute und 26 Sekunden gewinnen konnte. Dann traten beide als Teilnehmer in der Royal Rumble an. Lesnar kam als Nummer 26 in den Ring und eliminierte einige Wrestler, bis Goldberg als Nummer 28 in den Ring kam und Lesnar wiederum sehr schnell herauswarf. Goldberg wurde kurz darauf vom Undertaker eliminiert. Am folgenden Abend bei Raw forderten Paul Heyman und Lesnar Goldberg zu einem letzten Match bei WrestleMania 33 heraus. In der folgenden Ausgabe von Raw nahm Goldberg die Herausforderung Lesnars an und forderte seinerseits Kevin Owens zur Universal Championship bei Fastlane 2017 heraus. Heyman und Lesnar sagten in einem Interview mit Michael Cole, dass, wenn Goldberg die Universal Championship gewinnen sollte, Lesnar ihn um diesen Titel bei WrestleMania herausfordern würde. Folgende Woche versprach Goldberg, das Match gegen Owens zu gewinnen und Universal Champion zu werden, um bei WrestleMania gegen Lesnar antreten zu können. Bei Fastlane am 5. März löste Goldberg sein Versprechen ein, gewann die Universal Championship gegen Owens und verwandelte sein WrestleMania-Match gegen Lesnar in eine Universal Championship. Am folgenden Abend bei Raw konfrontierte Lesnar Goldberg und reichte ihm die Hand, Goldberg jedoch schlug sie aus. Dann attackierte Lesnar Goldberg mit einem F-5. In der folgenden Woche machten Heyman und Lesnar sich über Goldberg lustig, dass er ein F-5 einstecken musste und dass er bei WrestleMania das „größte Comeback in der Geschichte des Sports Entertainment“ erfahren dürfe. In der letzten Raw-Ausgabe vor WrestleMania führte Goldberg Lesnar mit einem Spear vor.

### Alexa Bliss, Carmella, Mickie James, Becky Lynch, Naomi und Natalya gegeneinander
Bei Elimination Chamber besiegte Naomi Alexa Bliss und gewann damit die WWE SmackDown Women’s Championship, aber eine Beinverletzung zwang sie, den Titel abzugeben. Da ein Rückmatch zwischen Naomi und Bliss nicht möglich war, bestand Bliss darauf, dass ihr der Titel zurückerkannt wird. SmackDown-General Manager Daniel Bryan setzte hingegen ein Match zwischen Becky Lynch und Bliss um den vakanten Titel an, dass Bliss gewann. In der SmackDown-Ausgabe vom 7. März 2017 wurde sie von Lynch, Natalya und selbst ihrer Verbündeten Mickie James um ein Titelmatch bei WrestleMania herausgefordert. Bryan entschied, dass Bliss ihre Behauptung, „die größte Wrestlerin des Rosters“ zu sein, zu beweisen und den Titel gegen jede bei WrestleMania verfügbare Wrestlerin von SmackDown verteidigen solle, was in Bliss Entsetzen auslöste. In dem darauffolgenden Tag-Team-Match zwischen Bliss und James gegen Lynch und Natalya wandten sich sowohl Natalya als auch James gegen ihre eigenen Partnerinnen. In der folgenden Woche siegte Lynch gegen Natalya, beide wurden dann aber von Carmella angegriffen. Später am Abend siegte James gegen Bliss. In der SmackDown-Ausgabe vom 21. März ging Natalya im Match zwischen Lynch und Carmella dazwischen. Es kam zu einer Schlägerei, in die sich auch James und Bliss mischten. Bliss schaltete ihre Gegnerinnen alle aus. In der letzten Ausgabe von SmackDown vor WrestleMania kehrte Naomi zurück und attackierte alle Wrestlerinnen und erklärte, dass sie am Match bei WrestleMania teilnehmen würde, woraus eine Six-Pack-Challenge werden sollte.

### Roman Reigns gegen The Undertaker

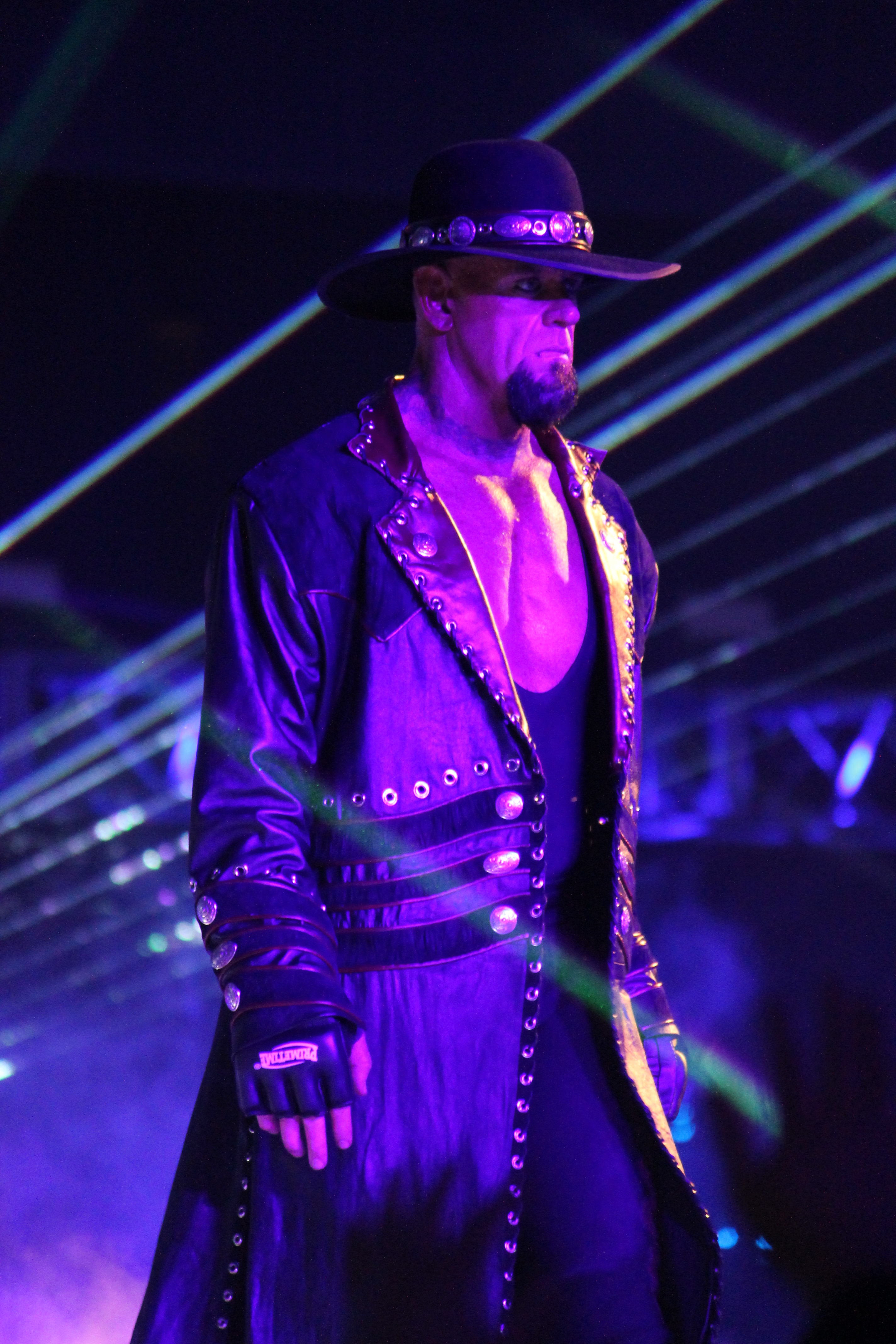
The Undertaker, 2014

Bei der Royal Rumble traf Roman Reigns als 30. Teilnehmer auf den Undertaker und eliminierte ihn. Kurz darauf rief er: „This is my yard now!“ In der Raw-Ausgabe vom 6. März rief Braun Strowman Roman, der bei Fastlane gegen Reigns verloren hatte, Reigns heraus. Stattdessen erschien der Undertaker und beide hatten ein Blickduell bis Strowman den Ring verließ. Dann kam Reigns heraus und wiederholte, dass WWE jetzt sein „yard“ wäre. Nach einem weiteren Blickduell attackierte The Undertaker Reigns mit einem Chokeslam. In der folgenden Woche wurde ein Match zwischen den beiden bei WrestleMania 33 angesetzt. Später bei Raw ertönte der Glockenschlag des Undertakers während Reigns’ Match gegen Jinder Mahal. Reigns war dadurch zwar abgelenkt, siegte aber dennoch über Mahal. Nach dem Match rief Reigns den Undertaker heraus, jedoch erschien Shawn Michaels und wollte Reigns taktische Ratschläge gegen den Undertaker mit auf den Weg geben. Reigns wusste dies offensichtlich zu schätzen, gab aber zu verstehen, dass er die Karriere des Undertaker beenden würde, so wie es der Undertaker bei WrestleMania XXVI mit Michaels’ Karriere getan habe. In der nächsten Ausgabe von Raw, während Reigns’ Rückmatch gegen Braun Strowman, attackierte der Undertaker Strowman mit dem Chokeslam, wurde dann aber mit dem Spear von Reigns überrascht. Als Reigns den Ring verlassen hat, richtete sich der Undertaker auf und zeigte seine Kehlschlitz-Geste. In der letzten Woche vor WrestleMania gab der Undertaker Reigns zu verstehen, dass der „graveyard“ nach WrestleMania sein „yard“ sein würde.

## Großveranstaltung

### Pre-Show
Drei Matches wurden in der zweistündigen Pre-Show WrestleMania 33 Kickoff ausgetragen.
Im ersten Match verteidigte Neville die WWE Cruiserweight Championship gegen Austin Aries. Als Aries schlussendlich versuchte, gegen Neville den Last Chancery anzusetzen, stach dieser ihn ins Auge, setzte seinerseits den Red Arrow gegen Aries an und gewann das Match.
Die André the Giant Memorial Battle Royal trugen 33 Wrestler aus, inklusive der vorher nicht zur Teilnahme angekündigten Teilnehmer Kalisto, Sin Cara, Luke Harper, Titus O’Neil, The Vaudevillains (Aiden English und Simon Gotch) und The Ascension (Konnor und Viktor). Am Ende des Matches verhöhnte Jinder Mahal den Tight End der New England Patriots Rob Gronkowski, der am Rand des Ringes saß. Daraufhin betrat Gronkowski den Ring und schubste Mahal. Mojo Rawley nutzte die Gelegenheit, eliminierte Mahal und gewann das Match.
Im dritten Match verteidigte Dean Ambrose die Intercontinental Championship gegen Baron Corbin. Am Ende versuchte Corbin, den End of Days gegen Ambrose anzusetzen, der jedoch konterte, seinerseits den Dirty Deeds gegen Corbin ansetzte und das Match gewann.

### Pay-per-view-Show

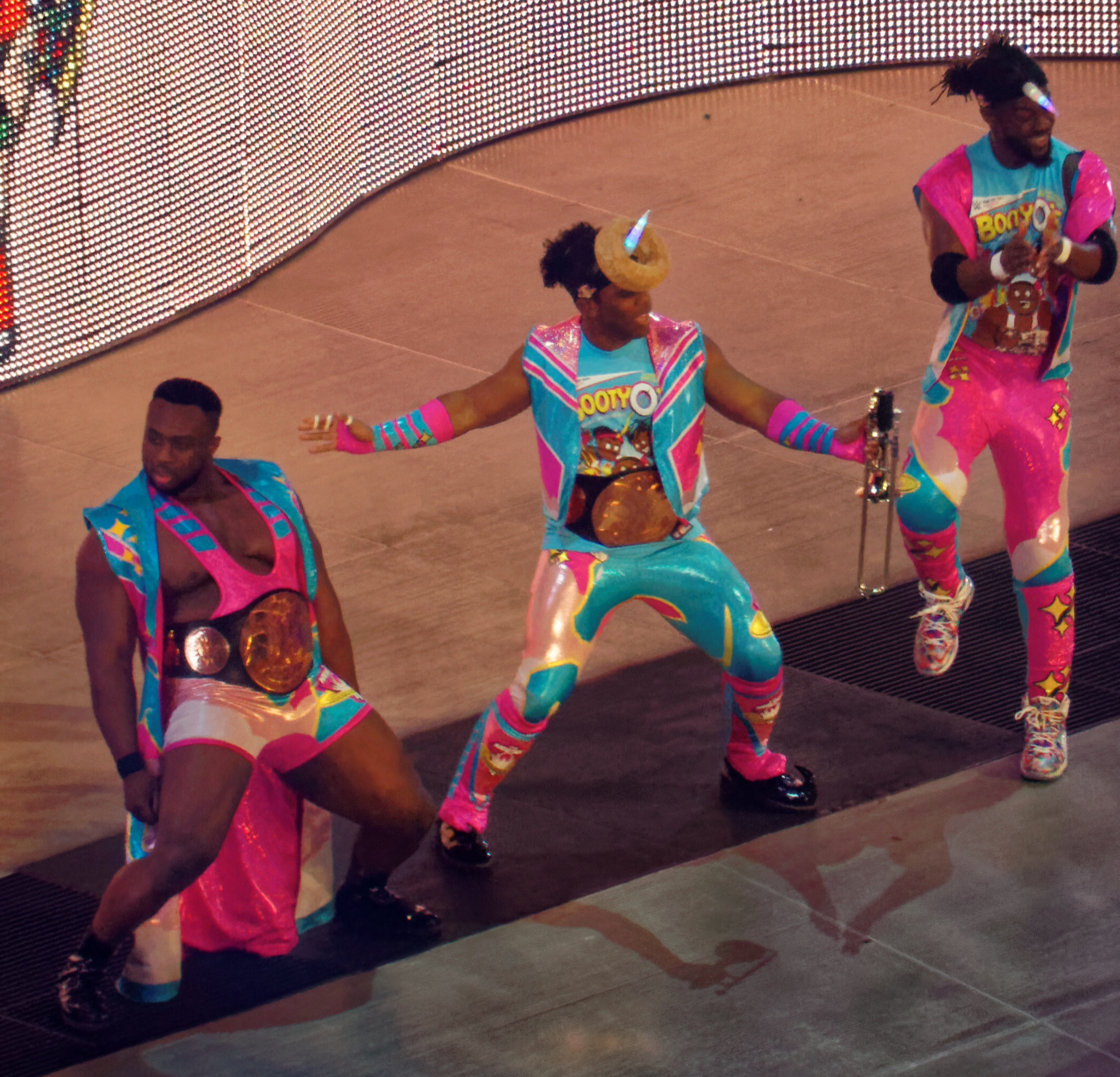
The New Day eröffneten die WrestleMania 33

Da Big E, Kofi Kingston und Xavier Woods aus Florida kommen, eröffneten sie als The New Day die in Orlando, Florida, stattfindende Großveranstaltung. Sie traten als Charaktere aus dem Online-Computerspiel Final Fantasy XIV: Stormblood auf, dessen Produzent Square Enix die Veranstaltung auch sponserte. Sie kamen in den Ring und verbreiteten beim Live-Publikum eine gute Stimmung.
Im ersten Match traf AJ Styles auf Shane McMahon. McMahon konterte den Springboard 450° splash von Styles mit einem Triangle choke aus. Nach einem Gegenkonter von Styles mit einem Styles Clash unterlag McMahon beinahe. Nachdem es den Ringrichter umgeworfen hatte, versuchte Styles, den Coast-to-Coast gegen McMahon anzusetzen, dieser konterte aber mit dem Einsatz eines Mülleimers. McMahon setzte seinerseits den Coast-to-Coast an und landete auf dem Mülleimer vor Styles, was ihm wiederum beinahe den Sieg einbrachte. McMahon wollte den Leap of Faith gegen Styles durch das Kommentatorenpult ansetzen, aber Styles konnte vorher entweichen und McMahon fiel selbst durch das Kommentatorenpult. Als Styles seinen Phenomenal Forearm ansetzen wollte, konterte McMahon mit einem Float-over DDT. Styles konnte sich aus McMahons Shooting star press befreien, setzte beim zweiten Versuch den Phenomenal Forearm an und siegte gegen McMahon.
Im folgenden Match verteidigte Chris Jericho die United States Championship gegen Kevin Owens. Jericho konterte Owens’ Pop-up powerbomb mit einem Lionsault aus und konnte ihn fast besiegen. Owens setzte die Walls of Jericho gegen Jericho selbst an, aus welchen er sich aber befreien konnte. Es folgte eine Pop-up powerbomb gegen Jericho, und der Ringrichter zählte fast durch. Eine weitere Pop-up powerbomb konterte Jericho mit dem Codebreaker aus. Als der Ringrichter bei „Zwei“ war, konnte Owens mit einem Finger das Ringseil ergreifen und sich vor der Niederlage retten. Am Ende des Matches setzte Owens eine Powerbomb gegen Jericho auf dem harten Mattenrand ein, pinnte ihn und gewann damit seine erste United States Championship.
Bayley verteidigte in einem Fatal Four-Way Elimination Match die Raw Women’s Championship gegen Sasha Banks, Charlotte Flair, Nia Jax. Sasha, Bayley und Charlotte setzten eine Triple powerbomb gegen Nia Jax an, und alle drei konnten sie mit einem Pin eliminieren. Sasha setzte das Bank Statement gegen Charlotte an, die sich jedoch daraus retten konnte und Sasha in die exponierte Ringecke schleuderte. Charlotte pinnte und eliminierte sie aus dem Match. Am Ende des Matches wurde auch Charlotte in die exponierte Ringecke geschleudert, was es Bayley erleichterte, mit einem Diving elbow drop ihren Titel erfolgreich zu verteidigen.
Im vierten Match sollten ursprünglich Karl Anderson und Luke Gallows die Raw Tag Team Championship in einem Triple Threat Ladder Match gegen Cesaro und Sheamus und Enzo Amore und Big Cass verteidigen. Vor dem Match kündigten The New Day die Rückkehr der Hardy Boyz Jeff und Matt Hardy an, die an den Match teilnehmen würden. Am Ende des Matches setzte Matt Hardy den Twist of Fate von der Leiter gegen Karl Anderson an, und Jeff Hardy landete mit der Swanton Bomb durch die Leiter auf Cesaro und Sheamus. Matt Hardy nahm die Titelgürtel zum ersten Mal für sein Team entgegen.
Später am Abend traten John Cena und Nikki Bella in einem Mixed Tag Team Match gegen The Miz und Maryse an. Als Gastringsprecher wurde Al Roker, der die Today Show auf NBC moderiert, eingeladen. Am Ende des Matches teilten John Cena und Nikki Bella zusammen einen Five Knuckle Shuffles gegen The Miz und Maryse aus. Während Cena einen Attitude Adjustment gegen The Miz ansetzte, wurde Maryse von Nikki Bella mit einer Rack Attack 2.0 geschlagen. Mit einem Pin gewannen John Cena und Nikki Bella das Match. Nach dem Match machte Cena Nikki ein Heiratsangebot, dass sie annahm.

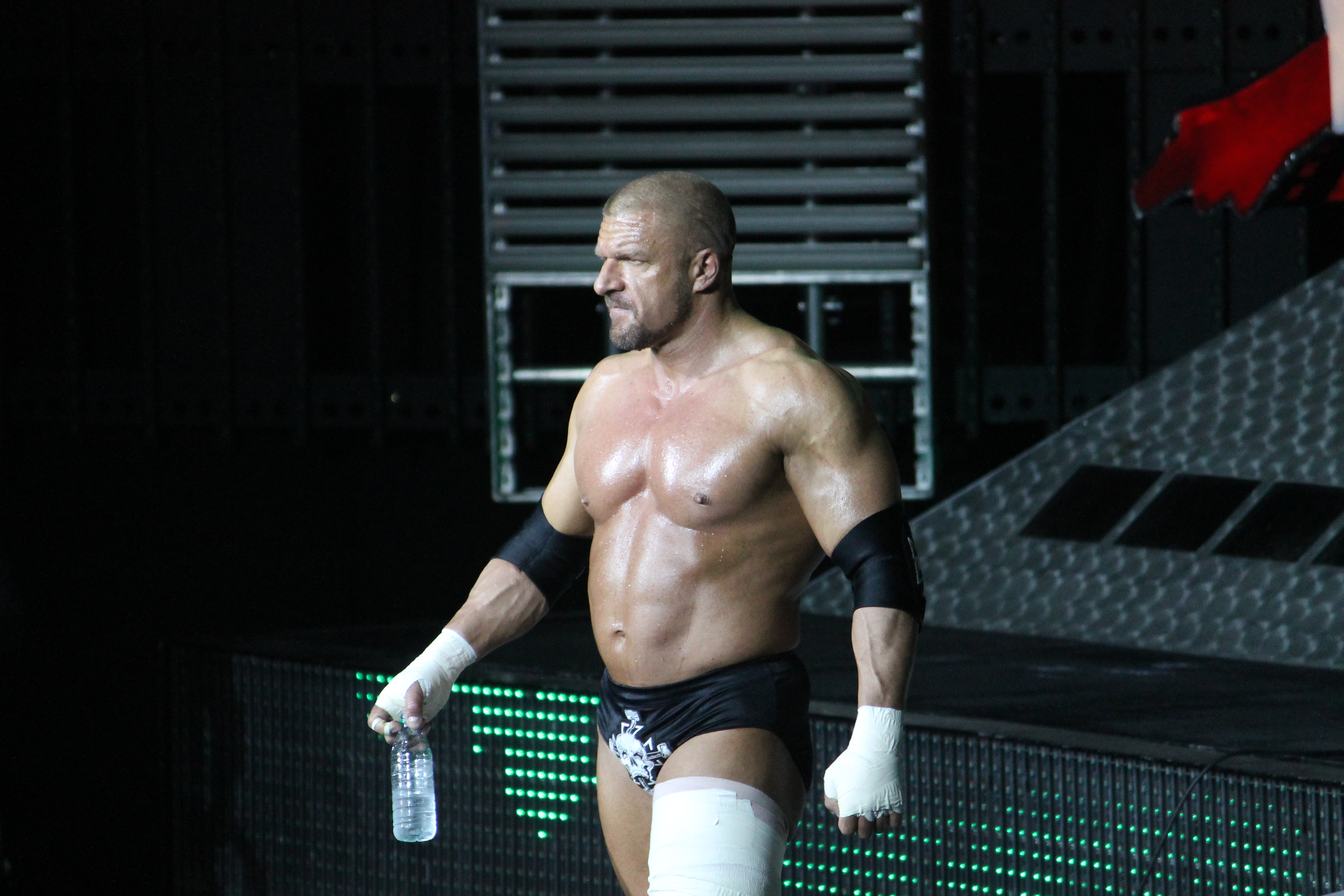
Triple H traf im sechsten Match auf Seth Rollins

Im nächsten Match traf Seth Rollins in einem Non-Disqualification-Match auf Triple H. Während des Matches konterte Triple H auf dem Kommentatorentisch den Pedigree von Rollins mit einem DDT aus. Triple H hatte es darauf abgesehen, Rollins’ Bein zu schwächen, und setzte einen Inverted figure-four leglock an. Um dem zu entkommen, rollte sich Rollins aus dem Ring. Als Triple H versuchte, den Vorschlaghammer einzusetzen, konterte Rollins mit einem Enzuigiri. Als Rollins den Hammer in die Hände bekam, entriss Stephanie McMahon ihm die Waffe. Durch die Ablenkung konnte Triple H mit einem Pedigree beinahe einen Sieg gegen Rollins einfahren. Daraufhin versuchte Triple H einen Super Pedigree gegen Rollins auszuführen, doch er konterte mit einem Phoenix Splash. Nach einem Schlagabtausch traf Rollins Triple H mit einem Superkick, woraufhin er gegen Stephanie stolperte und sie durch einen am Ringrand aufgestellten Tisch fiel. Mit einem Pedigree konnte Rollins das Match schlussendlich gewinnen.
Bray Wyatt verteidigte im folgenden Match die WWE Championship gegen Randy Orton. Schon am Anfang des Matches versuchte Orton, den RKO anzusetzen, doch Wyatt rollte sich aus dem Ring. Während des Matches begann Wyatt mit seinen Psychospielchen und ließ große Schatten diverser Insekten auf der Matte laufen. Außerhalb des Rings setzte Wyatt Orton mit einem Sister Abigail gegen die Ringabsperrung zu. Später konnte Orton gegen Wyatt fast mit einem RKO gewinnen, bei einem Sister Abigail gegen Orton konnte der Ringrichter auch nur bis „Zwei“ zählen. Mit einem weiteren RKO gegen Wyatt konnte Orton das Match für sich bestimmen und die neunte WWE Championship gewinnen, die erste bei einer WrestleMania.
Im nächsten Match hatte Goldberg die Universal Championship gegen Brock Lesnar zu verteidigen. Lesnar setzte drei German suplexes gegen Goldberg an. Dieser aber erholte sich recht schnell und attackierte Lesnar mit zwei Spears, welcher sich dann aus dem Ring rollte. Ein weiterer Spear gegen Lesnar ging beim Zeitnehmer durch die Ringabsperrung. Zurück im Ring konterte Goldberg den F-5 von Lesnar mit einem weiteren Spear aus, gefolgt mit einem Jackhammer. Goldberg versuchte, einen fünften Spear anzusetzen, doch Lesnar wich aus und schaltete Goldberg mit sieben weiteren German suplexes aus. Mit dem F-5 gegen Goldberg gewann Lesnar seine erste Universal Championship und beendete Goldbergs Siegesserie. Außerdem wurde er der erste Wrestler, der sowohl die WWE Championship als auch die Universal Championship hielt.
Im vorletzten Match verteidigte Alexa Bliss die SmackDown Women’s Championship gegen Carmella, Mickie James, Becky Lynch, Naomi und Natalya in einer Six-pack challenge. Naomi zwang Alexa Bliss im Slay-o-Mission zur Aufgabe und gewann damit ihre zweite SmackDown Women’s Championship und baute damit ihren Rekord aus.

### Hauptmatch

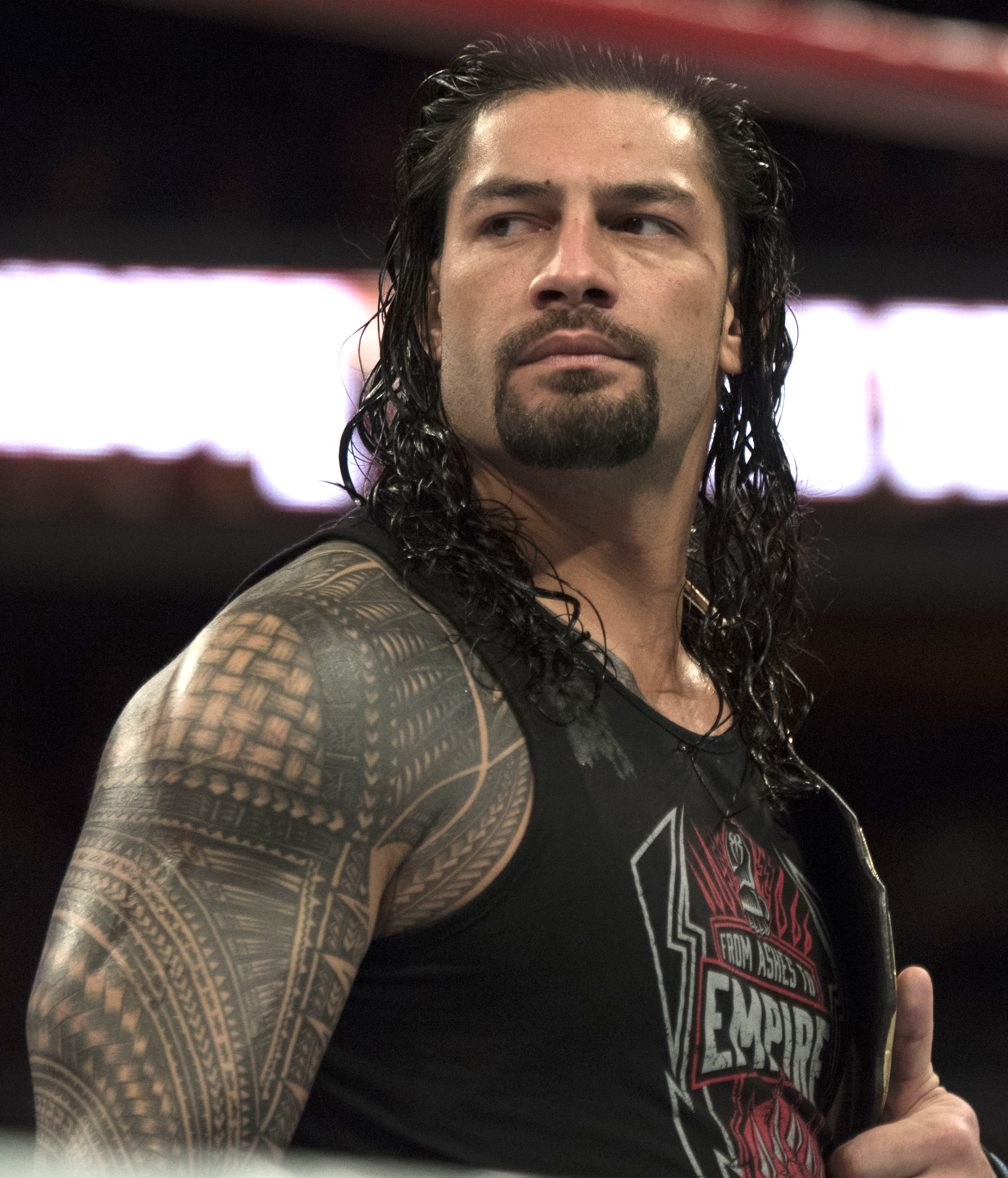
Roman Reigns siegte über den Undertaker und beendete dessen Karriere

Das Hauptmatch zwischen dem Undertaker und Roman Reigns sollte als No Holds Barred Match ausgetragen werden. Zu diesem Match kehrte Jim Ross als Gastkommentator zurück an den Ring. Während des Matches setzte der Undertaker einen Chokeslam gegen Reigns auf dem Kommentatorenpult ein. Reigns attackierte den Undertaker mit einem Spear durch ein anderes Kommentatorenpult. Der Undertaker konnte Reigns fast mit einem Last Ride besiegen. Er konterte zwei folgende Superman Punches von Reigns mit einem Chokeslam auf einem Stuhl, was ihm wiederum beinahe den Sieg einbrachte. Nach einem Tombstone Piledriver gegen Reigns kam der Ringrichter wiederholt nur bis „Zwei“. Nachdem der Undertaker erneut von einem Spear getroffen wurde, lockte er Reigns in den Hell’s Gate, ließ ihn aber nach einer Weile wieder hinaus. Reigns attackierte den Undertaker mit einem Stuhl und zwei Spears – ihn zu pinnen, erschien aber unmöglich. Wie es für den Undertaker berühmt ist, setzte er sich auf, kollabierte aber plötzlich. Nach einem weiteren Spear konnte Reigns den Undertaker pinnen und wurde der zweite Wrestler, der den Undertaker bei WrestleMania besiegen konnte (nach Brock Lesnar bei WrestleMania XXX). Nach dem Match legte der Undertaker symbolisch seine Handschuhe, den Mantel und den Hut in der Ringmitte ab, um damit zu zeigen, dass es sein letztes Match war. Einen sehr kurzen Moment lang unterbrach der Undertaker seine Rolle und küsste seine Frau Michelle McCool, die in der ersten Reihe saß. Der Undertaker ging Richtung Eingang auf die Rampe, schaute zurück ins Publikum, hob seinen Arm, als er mit seiner Einzugsmusik und seinem berühmten dreimaligen Glockenschlag die Rampe hinabfuhr und damit die Großveranstaltung beendete.

## Rezeption
Die WrestleMania 33 erfuhr sowohl positive als auch negative Kritiken. Kevin Pang vom A.V. Club stellte die Großveranstaltung als „deutlich zu langatmig [dar], um sie daheim zu schauen, ohne jegliche Befragungen zum Match des Jahres 2017 oder kleineren sonstigen Überraschungen“. Matt Gerardi, ebenfalls vom A.V. Club meinte hingegen, dass die Veranstaltung die Erwartungen noch übertroffen und „die Story den ganzen Abend über gehalten habe, was sie versprochen hatte, allerdings ohne viel Backstage-Geschehen“. Pang und Gerardi waren der Meinung, dass es sich bei WrestleMania „eben nicht alles nur um das Ende des Undertakers drehte“, das Hauptmatch war aber „betrüblich“ und „unschön“. Weil „Shawn Michaels’ Sympathie und Ausdrucksstärke“ Ric Flairs Karriereende bei WrestleMania XXIV „sehr bewegend und unvergessen“ machte, schimpfte Gerardi über Reigns, dass er „kaum mehr als Unglauben und Verzweiflung aufzubringen vermochte, wie es für The Big Dog eben Alltag war“. Zu den anderen Matches schrieb Pang, dass Austin Aries gegen Neville die Erwartungen als „technisch bestes Match mit einem besonderen Ende“ voll erfüllt hat, während Gerardi das Match Chris Jericho gegen Kevin Owens als „wirklich solides mit einiger Cleverness und gewissen Besonderheiten [darstellte], dessen Ringstory sich mit all den Kontern einfach großartig auszeichnete.“
Dave Meltzer vom Wrestling Observer Newsletter beschrieb WrestleMania 33 als „zwar lang aber mit extrem vielen Neuigkeiten gespickt“, die mit einer Zeremonie zum Karriereende des Undertakers endete. Sein Match gegen Reigns „lief genauso gut, wie man es erwarten konnte“. Meltzer beschrieb, dass, als das Publikum am Ende der Veranstaltung müde war, „die WWE deutlich den Ton hinunterdrehte und das Feuerwerk abschoss“. Was die Universal Championship betrifft, schrieb Meltzer, hatte es genau das gebracht, „was zu erwarten war“, und „das Match war trotz vorgerückter Stunde beinahe perfekt, weshalb es das Live-Publikum nicht mehr auf den Sitzen halten konnte“. Zum Match Shane McMahon gegen AJ Styles kommentierte Meltzer, dass „es seine spektakulären Momente zwar hatte, McMahon war aber eigentlich der bessere“. Zu Dean Ambrose gegen Baron Corbin äußerte sich Meltzer, dass es „für ein WrestleMania-Match eher zu wenig war“. Das Match der Raw-Frauen war „zu kurz für ein Elimination-Match“, das Raw-Tag-Team-Titelmatch „war nicht so gut wie die meisten WrestleMania-Leitermatches, aber die Halle stand Kopf, als die Hardy Boyz herauskamen“. Die WWE hat wahrscheinlich „beim Publikum um etwas mehr Ruhe gebeten“, als John Cena seinen Heiratsantrag machte. Meltzer fand den Heiratsantrag „einfach nur großartig“. Zuletzt sagte Meltzer, dass Mojo Rawleys Gewinn der André the Giant Memorial Battle Royal „hauptsächlich wegen des Eingriffs Rob Gronkowskis gedacht war“.
Jack de Menezes von The Independent schrieb, dass WrestleMania 33 „eine sehr emotionale Nacht für die Fans“ war, besonders auf das „brutale Ende“ der Karriere des Undertakers bezogen. Bezüglich Reigns’ „enttäuschender, fehlerbehafteter Demonstration … verglichen mit anderen seiner mitreißenden Matches bei WrestleMania“ stellte sich de Menezes die Frage, ob der „von der WWE so geplante Übergang ins Karriereende die richtige Entscheidung“ war. Zu den anderen denkwürdigen Ereignissen des Abends beschrieb de Menezes die Rückkehr der Hardy Boyz als „fantastisch und triumphal“, das Match Randy Orton gegen Bray Wyatt als „gruseliges und verstörendes Erlebnis“, den Rückgewinn des SmackDown Women’s Titels Naomis als „einprägsame Heimkehr“, das Match Shane McMahon gegen AJ Styles als „voll mit Highlights“ und John Cenas Heiratsantrag als „unvorstellbar“.
Luis Paez-Pumar von der Rolling Stone stellte WrestleMania 33 als „zweigesichtig wie Zwillinge“ dar. Die erste Hälfte „war eine lebhafte Mischung aus Inszenierung und Matches, die einen glauben ließen, dass die WWE wusste, was sie mit dieser wahrscheinlich langweilenden Veranstaltung alles anstellen würde“, um sie eben nicht so dastehen zu lassen, aber sobald Triple H erschien, war der Rest des Events „ein langatmiger Wechsel quälenden Ringens, kurzer Schlagabtausche und Buhrufen“. Paez-Pumar war der Meinung, dass der Undertaker „bereits beim Abbruch seiner Siegessträhne zurücktreten hätte sollen“, anstatt „mit Reigns noch ein Match auf eine so schlechte und traurige Art auszutragen“. Zudem erklärte er, dass „WWE nicht wüsste, wie sie Bray Wyatt in Szene setzen soll“, weil Orton „den Titel definitiv nicht brauchte“, und macht sich über Wyatts Kunst der „Projektion grober Videobilder“ als „dümmsten Mist“ lustig. Paez-Pumar wähnte „frisches Blut und innovative Ideen“ bei den Damen beider Hauptroster sowie den Rücktritt von Triple H, da er außer bei WrestleMania XXX seit 2005 bzw. 2006 „kein gutes WrestleMania-Match mehr geliefert hatte“, als notwendig. Er äußerte sich aber auch positiv; das Match zwischen Goldberg und Brock Lesnar bezeichnete er als „revitalisierenden Schuss reinen Adrenalins“, John Cenas Heiratsantrag war „so zauberhaft, wie es keine andere Show besser machen könnte“, The New Day „waren exzellente, spaßige Gastgeber“ und die Hardy Boyz sind zurückgekehrt.

## Nachwirkungen
Eine Vielzahl an Spekulationen gab es über die Austragung des letzten Matches des Undertakers. Es wurde zwar nicht live bestätigt, aber der WWE-Online-Shop bot eine Gedenkfotoplakette an, die die Ausrüstung des Undertakers im Ring liegend zeigt, mit der Beschreibung, dass er seine Ringkarriere beendet habe. Außerdem gab Dave Meltzer vom Wrestling Observer Newsletter bekannt, dass sich der Undertaker wegen seiner Verletzungen Operationen unterziehen würde, insbesondere einen Hüftersatz, die ihn vom weiteren Engagement unter Vertrag mit der WWE abhalten würden. Im folgenden Jahr bei WrestleMania 34 kehrte der Undertaker jedoch zurück und besiegte John Cena.
Obwohl John Cena Nikki Bella bei der Veranstaltung einen Heiratsantrag machte und sie ihn auch annahm, gab Bella am 15. April 2018 auf ihrem Instagram-Konto bekannt, dass sie und Cena ihre sechsjährige Beziehung beendet hätten.

### Raw
In der ersten Raw-Ausgabe am der WrestleMania 33 folgenden Abend stoppte Roman Reigns die Rufe des Live-Publikums wie „Undertaker“ und „Roman sucks“. Nachdem daraufhin in der Menge die Buh-Rufe und minutenlangen Feindgesänge lauter wurden, verließ Reigns mit den Worten „This is my yard now!“ die Halle. Weil die Menge darauf spekulierte, dass das Match gegen Reigns das letzte des Undertakers werden würde, ist die Opposition gegen Reigns bei den Fans noch gestiegen.

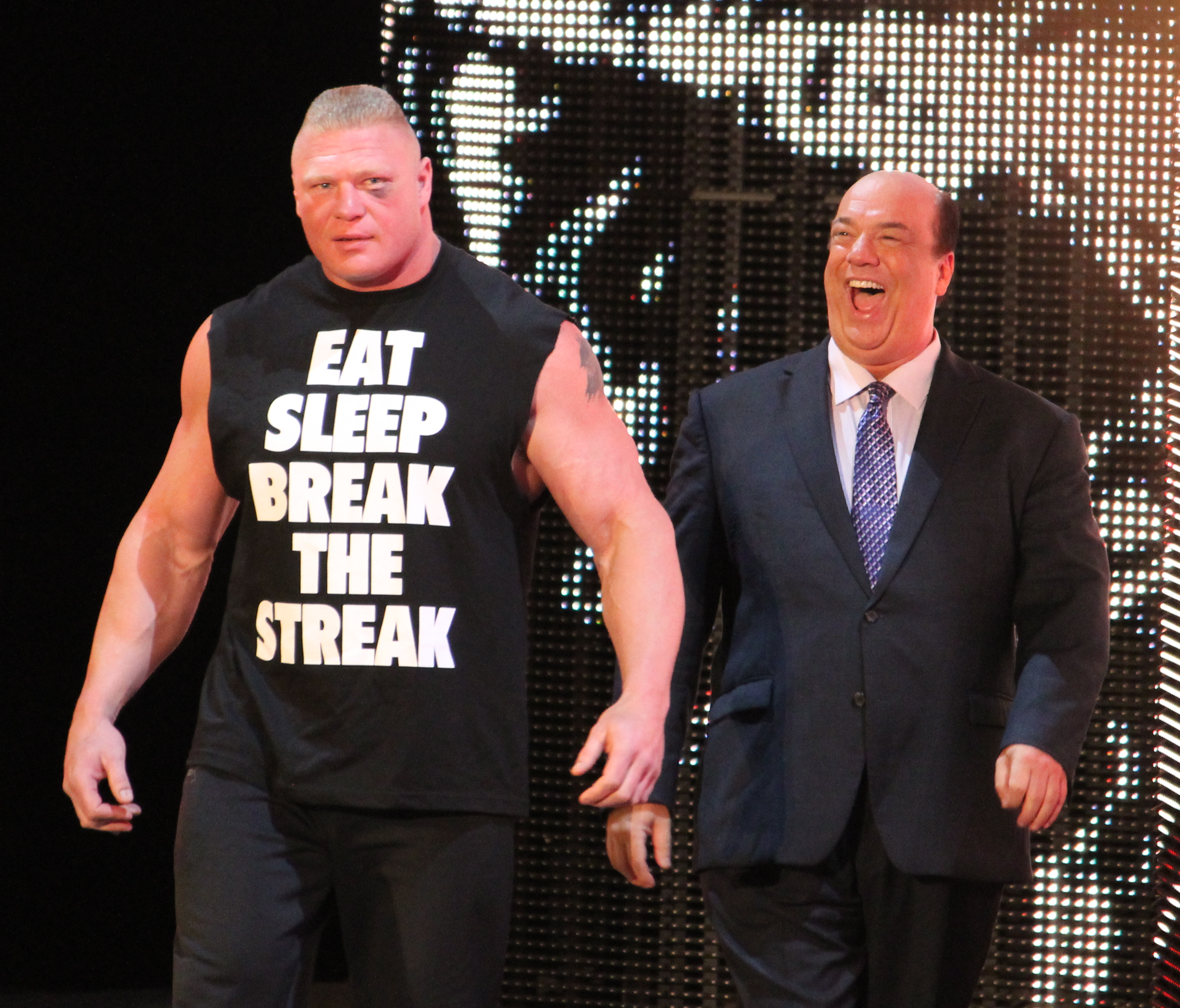
Brock Lesnar mit seinem Anwalt Paul Heyman

Später am Abend erklärte Paul Heyman, der Anwalt des neuen Universal Champions Brock Lesnar, dass Goldberg nie mehr wieder gesehen würde, und liebäugelte mit einem Match zwischen Lesnar und Reigns. Dies rief Braun Strowman in den Ring, der klarstellte, dass erst, wenn er Reigns abgefertigt hätte, dieser für Lesnar und seinen Titel bereitstehen würde. Nach der Show, bei Raw Talk, erklärte Goldberg, dass das Match bei WrestleMania vorerst das letzte war, aber eine Rückkehr in den Ring doch nicht als unmöglich erscheinen sollte. Strowman attackierte Reigns in der Ausgabe der folgenden Woche während eines Backstage-Interviews brutal, sperrte Reigns in einen Krankenwagen und schmiss diesen um. In einem weiteren Krankenwagen wurde Reigns ins Krankenhaus gebracht. Ein Match zwischen den beiden wurde für Payback 2017 angesetzt.
Ebenfalls in der ersten Raw-Folge nach der WrestleMania erklärte der Chairman der WWE, Vince McMahon, dass er seine Tochter Stephanie aus der Storyline streichen würde, weil sie sich nach einem versehentlichen Zusammenstoß mit Triple H von ihrem Sturz durch einen Tisch erholen müsse. Er benannte den am 2. April 2017 in die WWE Hall of Fame aufgenommenen Kurt Angle als Raw-General Manager. Außerdem gab er bekannt, einige der Wrestler unter den Hauptrostern auszutauschen.
Chris Jericho wurde ein Rückmatch um die United States Championship gegen Kevin Owens bei Payback gewährt. Daraufhin wurde er backstage von Owens und Samoa Joe attackiert. In der SmackDown-Folge vom 11. April 2017 wurde entschieden, dass Jericho so wie Owens nach SmackDown wechseln würde, wenn er die United States Championship bei Payback gewänne. Auch Seth Rollins setzte seine Fehde gegen Samoa Joe fort und bekam ein Match gegen ihn bei Payback.
In der Raw-Ausgabe nach WrestleMania 33 verteidigten auch die Hardy Boyz ihre Raw Tag Team Championship in einem Rückmatch gegen Karl Anderson und Luke Gallows. Cesaro und Sheamus brachte der Sieg gegen Enzo Amore und Big Cass ein Titelmatch bei Payback ein. The New Day stellten sich einer offenen Herausforderung, die von The Revival Scott Dawson und Dash Wilder aus NXT als Main Roster Debüt angenommen wurde. Nach ihrer Niederlage schlugen sie weiter auf The New Day ein, wobei sie den Kofi Kingstons Knöchel verletzten. In der folgenden Woche verloren The New Day (in der Besetzung Big E und Xavier Woods) das Rückmatch gegen The Revival und wechselten aufgrund des Superstar Shake-Up nach SmackDown.
In der Frauen-Division besiegten die Raw Women’s Championess Bayley, Sasha Banks und Dana Brooke das Team Charlotte Flair, Nia Jax und die nach WWE zurückgekehrte Emma. Als Sasha in der folgenden Woche Bayley um die Raw Women’s Championship herausfordern wollte, gingen Alexa Bliss und Mickie James dazwischen, die gerade erst nach Raw gewechselt waren, Charlotte wechselte nach SmackDown. Da Alexa kurz darauf ein Fatal-Four-Way-Match gewonnen hatte, erhielt sie die Titelchance bei Payback.
In der nach WrestleMania ersten Folge von 205 Live der Cruiserweight-Division erhielt Austin Aries eine weitere Titelchance bei Payback, nachdem er ein Fatal-Four-Way-Match gewonnen hatte.

### SmackDown

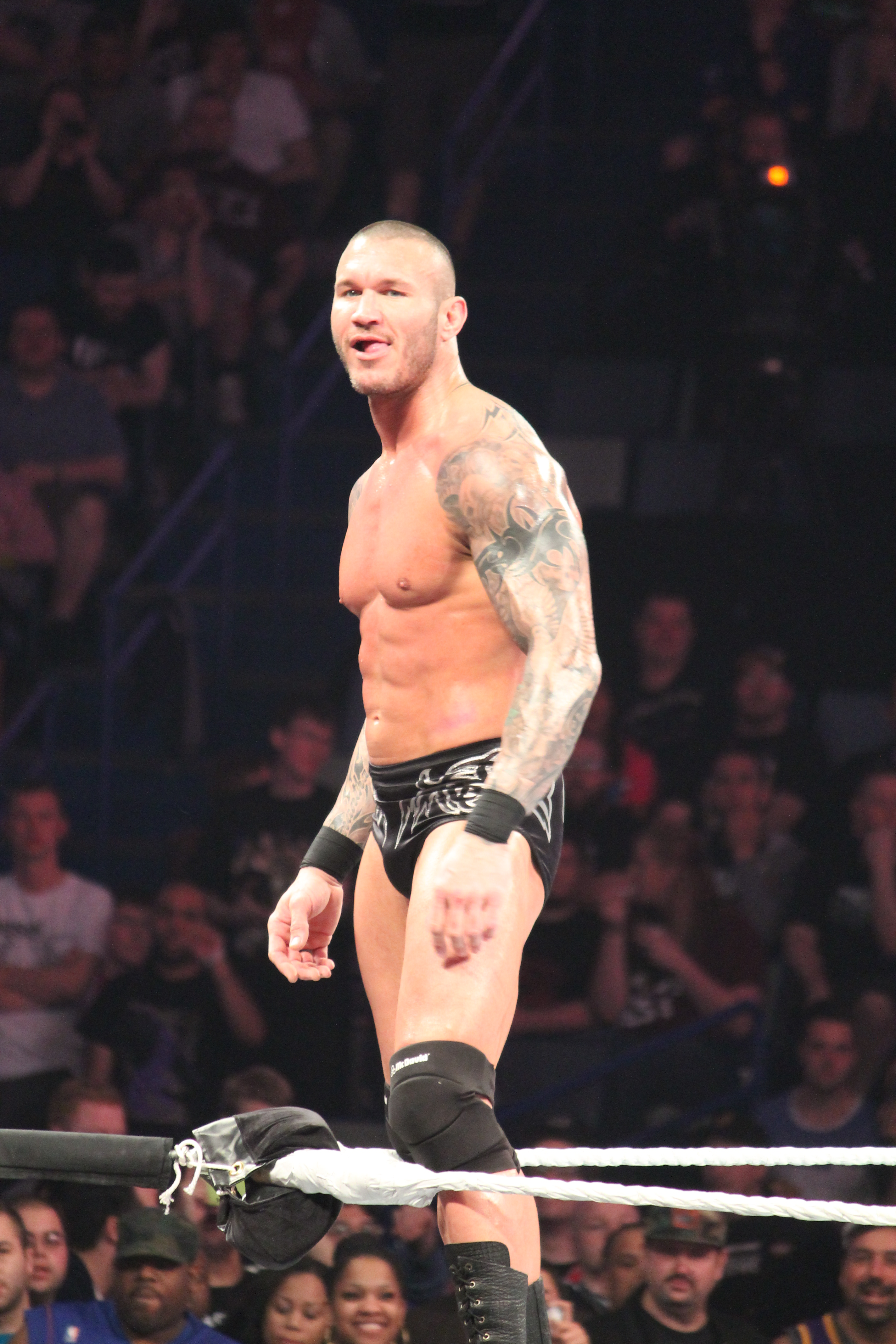
Randy Orton wurde neuer WWE Champion

In der nach WrestleMania ersten SmackDown-Folge forderte Bray Wyatt den neuen WWE Champion Randy Orton zu einem House of Horrors-Match heraus. Orton nahm die Herausforderung, bei der es nicht um den Titel gehen sollte, an. In der darauffolgenden Schlägerei zwischen den beiden griffen Luke Harper für Orton und der nach WWE zurückkehrende Erick Rowans für Wyatt helfend ein. Es wurde ein Tag-Team-Match zwischen Orton und Harper und Wyatt und Rowan angesetzt, das erstere für sich entscheiden konnten. Wyatt wechselte in der folgenden Woche nach Raw, das Rückmatch gegen Orton wurde für Payback angesetzt.
Ebenfalls in der ersten SmackDown-Show sprach Commissioner Shane McMahon den Superstar Shake-Up an. Sein Gegner bei WrestleMania, AJ Styles, unterbrach ihn mit der Bitte, bei SmackDown bleiben zu dürfen und zollte ihm mit einem Handschlag Respekt. In der folgenden Woche wurde AJ Styles bestätigt, bei SmackDown zu bleiben, und er siegte gegen Baron Corbin und Sami Zayn. Letzterer wechselte nach Raw und wurde dort Nummer-1-Herausforderer um die United-States-Championship bei WWE Backlash. Baron Corbin besiegte den Intercontinental Champion Dean Ambrose in einem Street Fight. Dies war vorerst das letzte Aufeinandertreffen der beiden, weil Ambrose wegen des Superstar Shake-Ups mit der Championship nach Raw wechselte.
Maryse und The Miz setzten ihre persönlichen Angriffe gegen die kürzlich vermählten Nikki Bella und John Cena fort. Sie machten sich über Cenas Heiratsantrag lustig und kritisierten ihre WWE-Pause kurz vor WrestleMania. Als sie den Ring verlassen wollten, wurden sie von Shinsuke Nakamura abgefangen, der sein Main Roster Debüt feierte. Maryse und The Miz wechselten nach Raw, wo sie in eine Auseinandersetzung mit Ambrose gerieten. Jinder Mahal wechselte nach SmackDown, wo er seine Fehde mit Mojo Rawley und Rob Gronkowski fortsetzte. Rawley besiegte Mahal aufgrund eines Eingriffs von Gronkowski. Mahal und Rawley nahmen an einer Six-Pack Challenge teil, die Mahal gewann. Damit wurde er Nummer-1-Herausforderer um die WWE Championship bei Backlash.
In der Frauen-Division verlor Alexa Bliss ihr Rückmatch um die SmackDown Women’s Championship gegen Naomi. In der folgenden Woche wechselten Alexa Bliss und Mickie James wegen des Superstar Shake-Ups nach Raw. Charlotte Flair, die nach SmackDown wechselte, besiegte Naomi und wurde Nummer-1-Herausforderer.

## Ergebnisse
Hier sind die Ergebnisse der WrestleMania 33 tabellarisch gelistet:
| Nummer | Ergebnis | Matchart                                                              | Länge des Matches |
| --- | --- | --------------------------------------------------------------------- | ----------------- |
| 1K | Neville (c) besiegte Austin Aries | Einzelmatch um die WWE Cruiserweight Championship                     | 15:40             |
| 2K | Mojo Rawley siegte durch Eliminierung von Jinder Mahal                                                                               | 33-Mann-André the Giant Memorial Battle Royal                         | 14:07             |
| 3K | Dean Ambrose (c) besiegte Baron Corbin                                                                                               | Einzelmatch um die WWE Intercontinental Championship                  | 10:55             |
| 4 | AJ Styles besiegte Shane McMahon | Einzelmatch                                                           | 20:35             |
| 5 | Kevin Owens besiegte Chris Jericho (c)                                                                                               | Einzelmatch um die WWE United States Championship                     | 16:20             |
| 6 | Bayley (c) siegte über Charlotte Flair, Nia Jax und Sasha Banks                                                                      | Fatal-4-Way Elimination Match um die WWE Raw Women’s Championship     | 12:45             |
| 7 | The Hardy Boyz (Jeff and Matt Hardy) siegten über Cesaro und Sheamus, Enzo Amore und Big Cass und Luke Gallows und Karl Anderson (c) | Fatal-4-Way-Tag-Team-Leitermatch um die WWE Raw Tag Team Championship | 11:05             |
| 8 | John Cena und Nikki Bella siegten über The Miz und Maryse                                                                            | Mixed-Tag-Team-Match                                                  | 09:40             |
| 9 | Seth Rollins besiegte Triple H (mit Stephanie McMahon)                                                                               | No-Disqualification-Match                                             | 25:30             |
| 10 | Randy Orton besiegte Bray Wyatt (c)                                                                                                  | Einzelmatch um die WWE Championship                                   | 10:30             |
| 11 | Brock Lesnar (mit Paul Heyman) besiegte Goldberg (c)                                                                                 | Einzelmatch um die WWE Universal Championship                         | 04:45             |
| 12 | Naomi siegte über Alexa Bliss (c), Becky Lynch, Carmella (mit James Ellsworth), Mickie James und Natalya                             | Six-Pack-Challenge um die WWE SmackDown Women’s Championship          | 05:35             |
| 13 | Roman Reigns besiegte The Undertaker                                                                                                 | No-Holds-Barred-Match                                                 | 23:00             |
| (c) – Dies sind die Champions vor der WrestleMania. K – Dieses Match fand in der kostenfrei zu sehenden Kickoff-Show statt. | |                                                                       |                   |